# Laaser Marmor

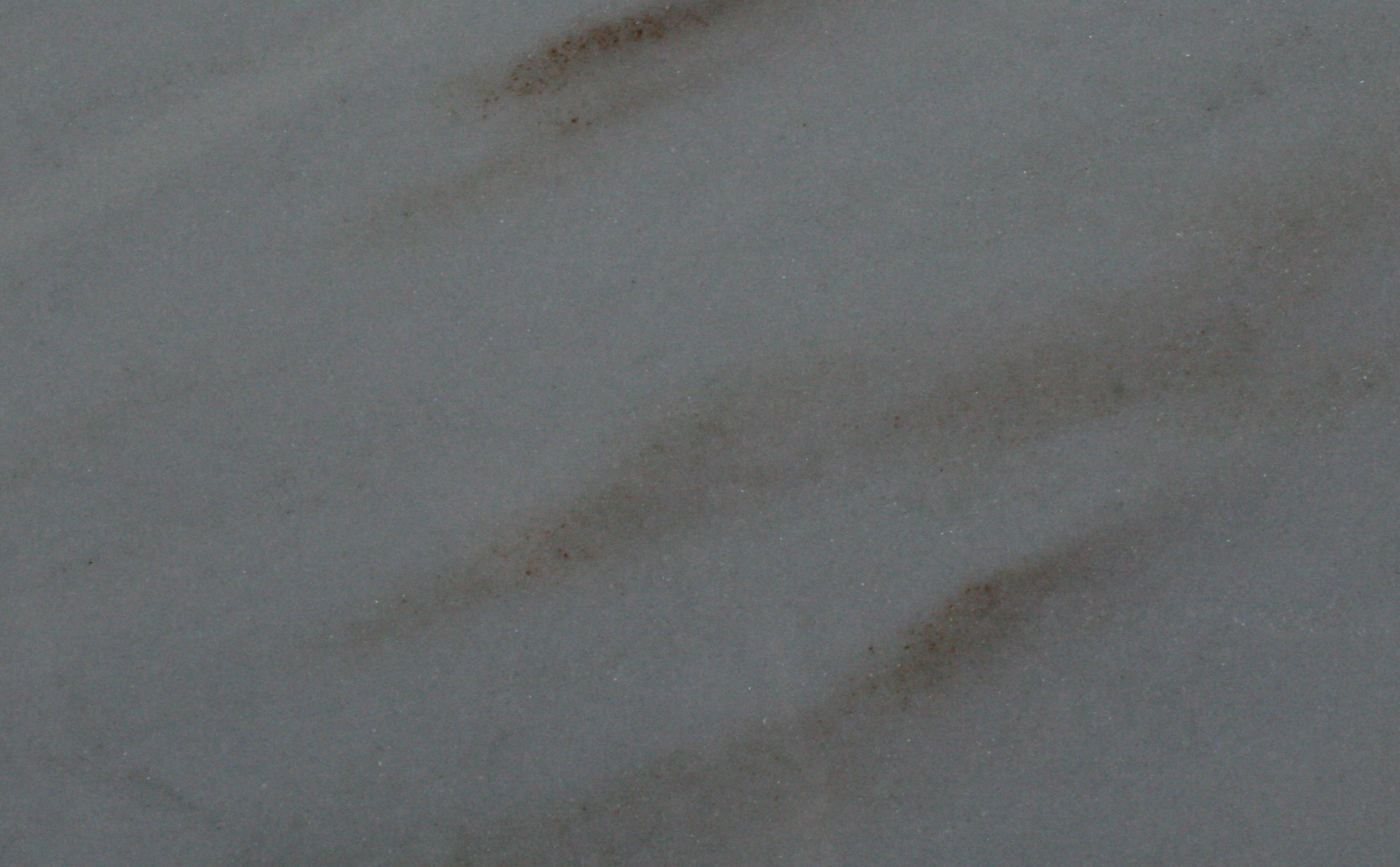
Laaser Marmor Vena Oro („Goldader“), die seltene Sorte des Laaser Marmors. Muster ca. 20 × 13 cm

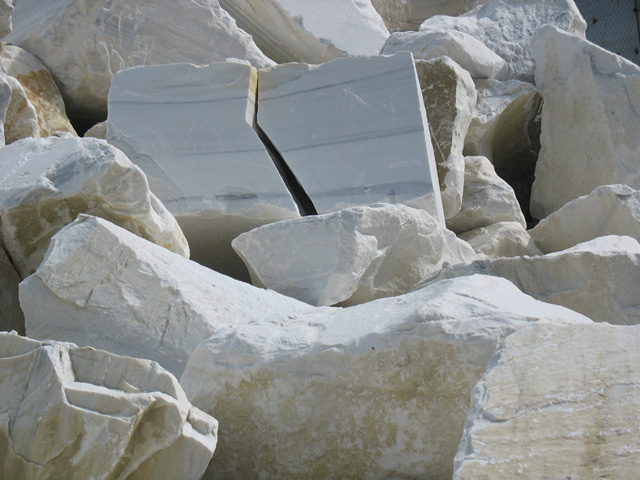
Zerbrochener Laaser Marmorblock mit blauen Adern

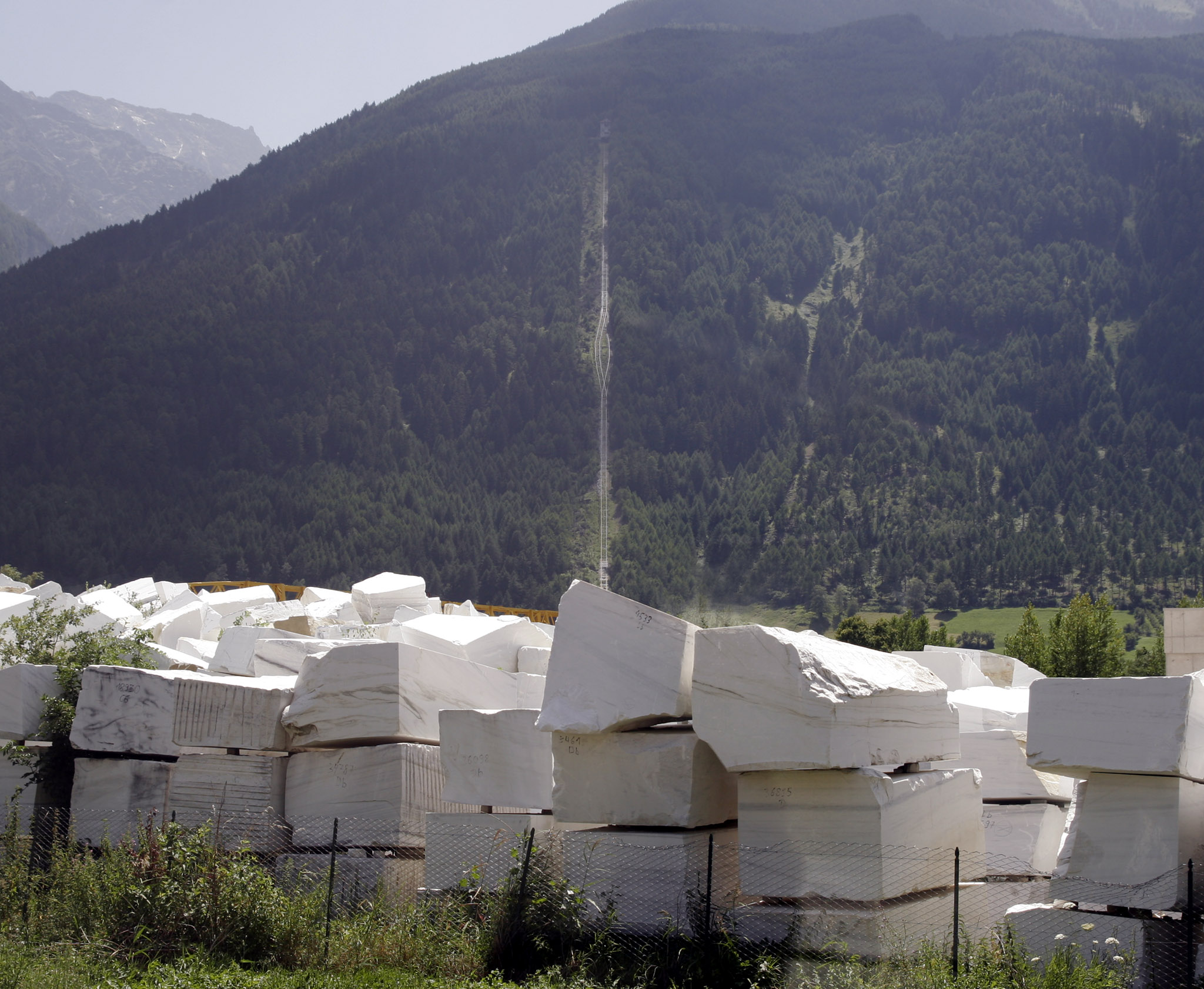
Aufgetürmte Marmorblöcke, im Hintergrund die Laaser Schrägbahn

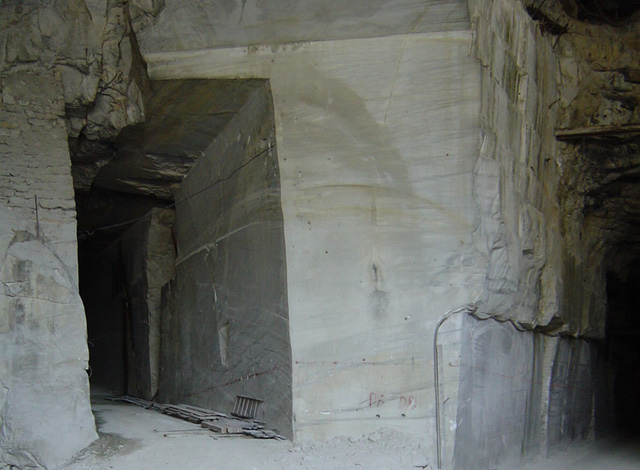
Weißwasserbruch im Laaser Tal

Laaser Marmor ist ein sehr fester, widerstandsfähiger und wetterbeständiger Marmor aus Südtirol (Italien). Abgebaut wird er am Vinschger Nördersberg, und zwar im Laaser Tal (Gemeinde Laas) unter der Bezeichnung Laaser Marmor, und am Göflaner Berg (Gemeinde Schlanders) als Göflaner Marmor. Die Bezeichnung Laaser Marmor für das Gestein, das lange Zeit als Tiroler Marmor oder Vinschgauer Marmor bekannt gewesen war, begann sich um die Mitte des 19. Jahrhunderts durchzusetzen. Spätestens seit der Weltausstellung 1873 in Wien, auf der er im umfassenden Bereich der k.k. Geologischen Reichsanstalt von zwei Unternehmen präsentiert wurde, gewann der Marmor, unabhängig davon, an welcher Stelle zwischen dem Laaser Tal und dem Martelltal er abgebaut wurde, unter dieser Markenbezeichnung zunehmend an Bekanntheit. Insbesondere im 19. Jahrhundert wurde der Laaser Marmor von mehreren Architekten und Steinbildhauern bevorzugt verwendet.

## Geologie
Das Laaser Marmorvorkommen gehört zu einer Linie weiterer vereinzelter Marmoreinlagerungen der Ortler-Alpen in südlicher Tallage des Vinschgaus, die unweit und parallel einer großen geologischen Störungslinie (Periadriatische Naht) angeordnet sind. Diese Marmorvorkommen sind als Band von Laas im Westen bis zum Pustertal im Osten zu verfolgen. Nicht alle zutage tretenden Marmoreinlagerungen dieser Zone waren Gegenstand eines Werksteinabbaus. Sie liegen meist in polymetamorphen Gneisen eingebettet, die im Verlauf ihrer Entstehung einen mittleren bis hohen Umwandlungsgrad erlangt haben. Südlich von Laas tritt neben mylonitisierten Glimmerschiefern, Paragneisen und Amphiboliten der überwiegend weiße Marmor an die Oberfläche (zusammen Laaser Einheit genannt).
Diese mächtige Marmoreinlagerung an der Nordostflanke der Ortlergruppe umfasst ein Vorkommen von etwa 500 Mio. Kubikmeter. Sie befindet sich etwa 40 Kilometer westlich von Meran und entstand vor 400 Mio. Jahren während der Variskischen Gebirgsbildung, als der im Norden von Afrika gelagerte Kalkstein durch die Kontinentalplattendrift in die Gegend von Laas transportiert wurde. Dabei wurde dieser Kalkstein durch Hitze und Druck in Marmor verwandelt.

## Steinbrüche

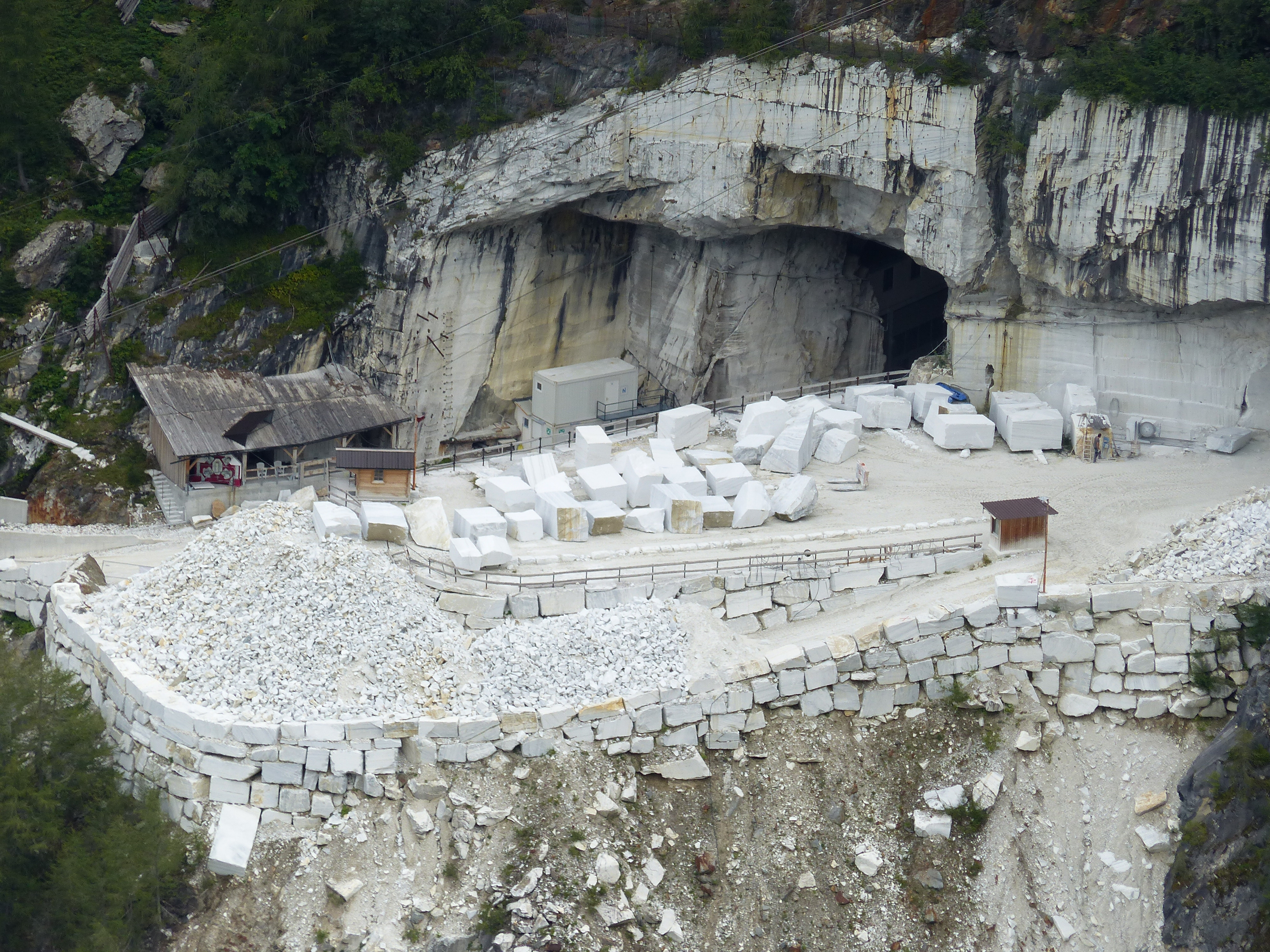
Stolleneingang des Weißwasserbruchs

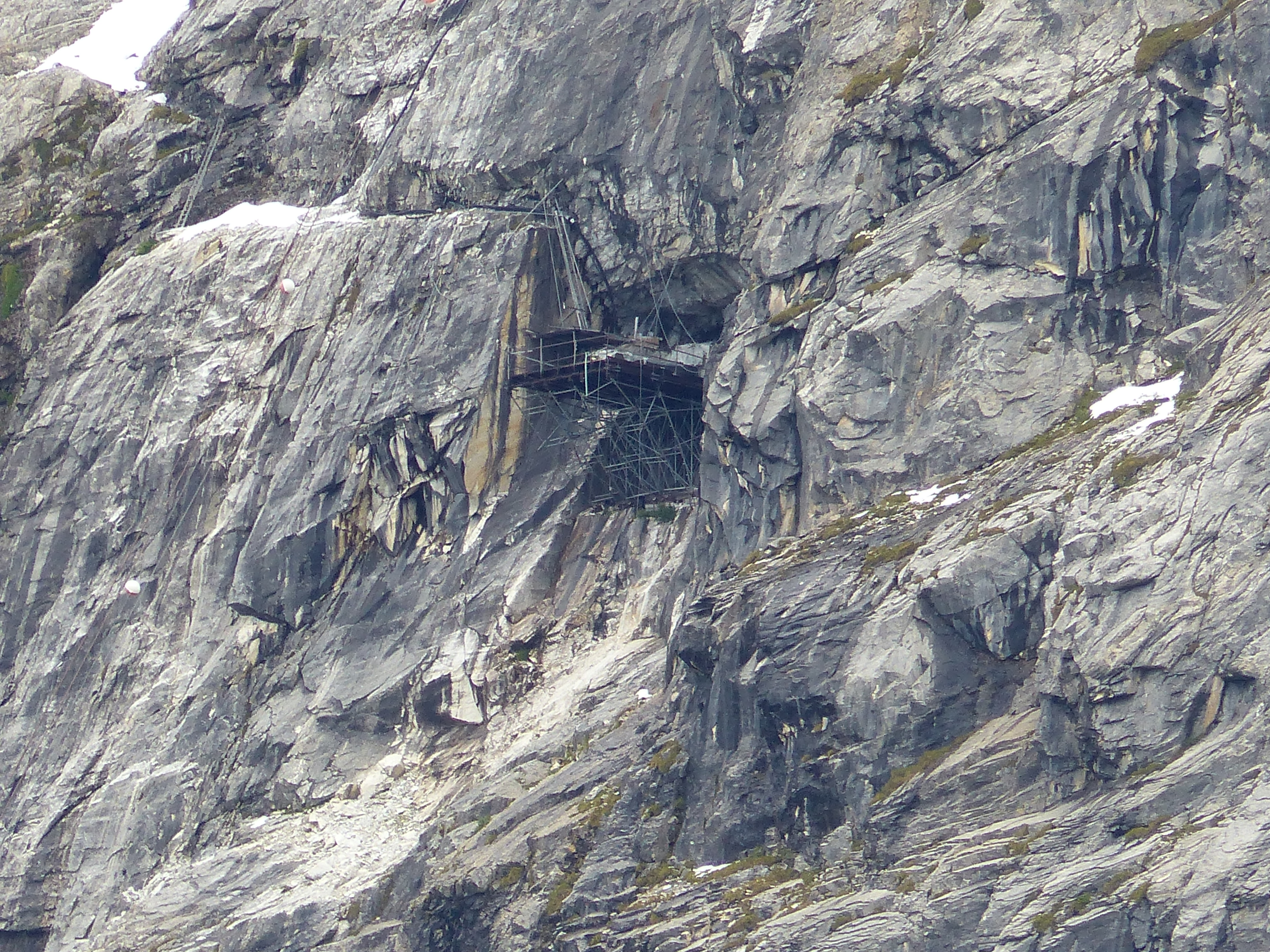
Verladerampe des Oberen Jennwandbruchs

Laaser Marmor wird im Jahre 2009 im Jennwand- und im Weißwasserbruch gebrochen. Ein weiterer Steinbruch dieses Vorkommens ist der Mitterwandl-Bruch, in dem der im Handel so genannte Göflaner Marmor gewonnen wird. Darüber hinaus gab es den Tarnellerbrückl- und den Nesselwandbruch im Laaser Gebiet. In der Jennwand zeigt dieses Marmorvorkommen eindrucksvolle Faltenstrukturen.

## Eigenschaften und Mineralbestand
Laaser Marmor ist frostfest, und von den Lieferanten wird Tausalzbeständigkeit zugesichert. Sein Calciumcarbonat-Anteil beträgt 96,4 bis 98,6 Prozent. Die Druckfestigkeit am frischen Bruch beträgt etwa 118 MPa. Eingeschlossen sind Quarz- und Glimmerschichten und es treten größere Calcitkristalle in Rhomboederstruktur auf.
Weitere Mineralbestandteile in diesem Gestein sind Aktinolith, Dolomit, Pyrit, Titanit, Rutil und Zirkon.

## Handelssorten
Nachfolgende Handelsbezeichnungen des Laaser Marmors sind bekannt: „reinweißer Statuario, Bianco Lasa Classico, Bianco Lasa Ortles, Bianco Lasa Cevedale, Bianco Lasa Cevedale Nuvolato, Vena Oro, Vena Verde, Arabescato, Fior di Melo und Lasa Fantastico.“
Insgesamt werden beim Laaser Marmor vierzehn Handelssorten unterschieden, von denen heute lediglich vier im Handel sind. Der Anteil des feinkörnigen, reinweißen Statuario am verwertbaren Marmor beträgt dabei nur noch 4 Prozent. Der Großteil des hellen Marmors gehört der Sorte Lasa Ortles an. Die verschwommene blaue oder graublaue Äderung des Arabesco und die bläuliche Farbe des Cevedale gehen auf Einschlüsse von Turmalin oder Graphit zurück. Graphit in feinster Verteilung färbt den Marmor bläulichgrau, und die Eisenoxide wie Klinozoisit und Limonit lassen ihn rötlich oder gelb erscheinen. Der durch Mineral-Einlagerungen rot gefärbte und leicht durchscheinende Marmor ist sehr selten.

## Geschichte des Laaser Marmorabbaus

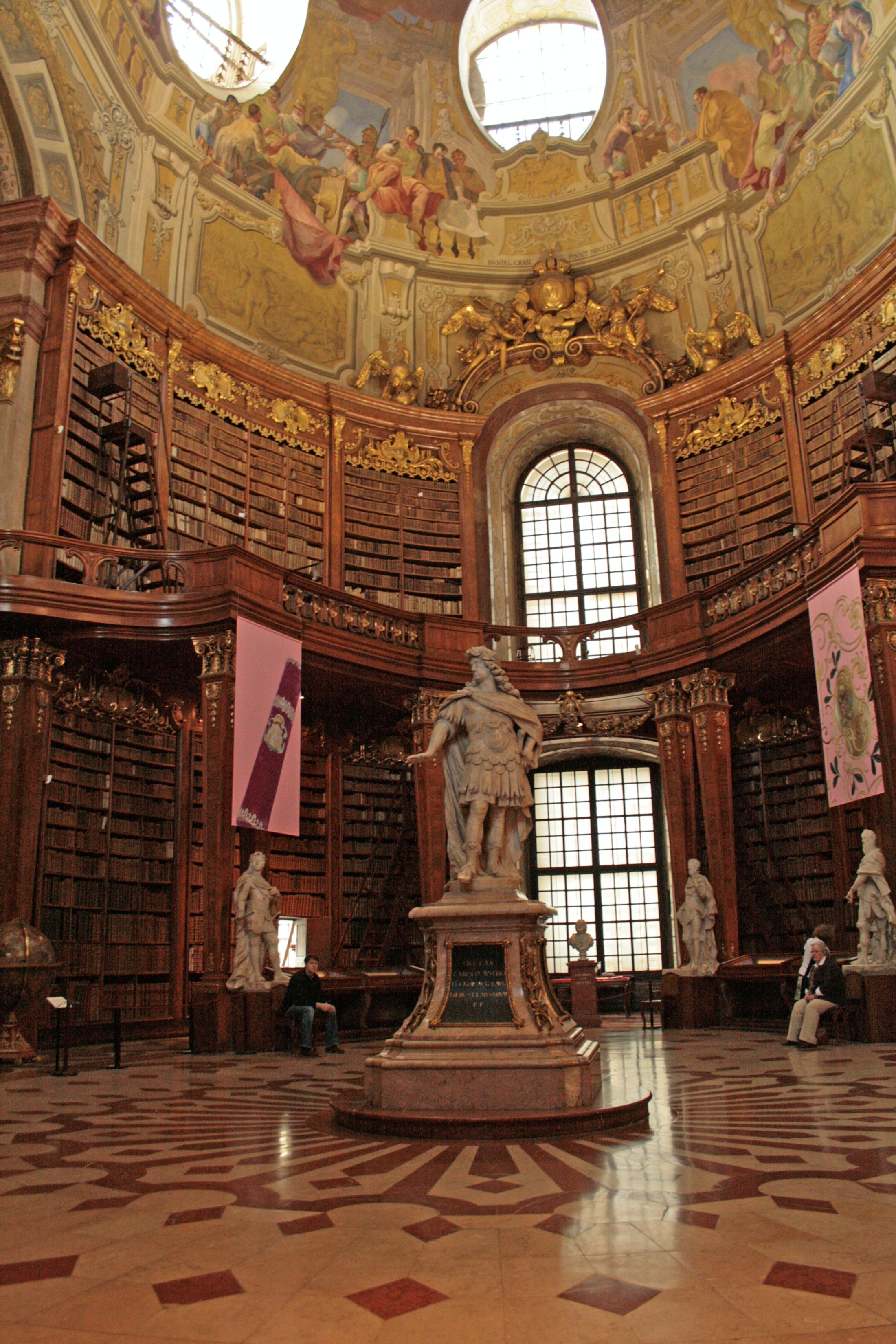
Statuen im Prunksaal der Österreichischen Nationalbibliothek (ehem. Wiener Hofbibliothek)

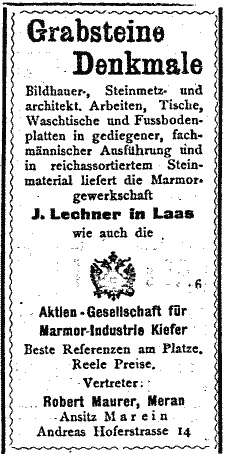
Werbeschaltung für den Laaser Marmor (J. Lechner) in der Meraner Zeitung, 1906

### Erste Erwähnung als Nutzgestein
Laaser Marmor wurde schon in der Römischen Antike für die Herstellung von Meilensteinen an der Via Claudia Augusta im Vinschgau verwendet.
Der früheste urkundliche Hinweis auf den Laaser Marmor ist in Schriftform in einen Grabstein geschlagen, den der Churer Bischof Viktor III. um 720 n. Chr. aus dem Vinschgau herbeischaffen und für jemanden errichten ließ, der namentlich nicht mehr identifizierbar ist: Hic sub ista lapide marmorea, qvem Vector ver in lvster preses ordinabit venire de Venostes, hic reqviescit dominus („Hier unter diesem Marmorstein, den der angesehene Graf Victor aus dem Vinschgau kommen ließ, ruht dieser Herr“).

### Erster Abbau
So deutlich wie im Laaser Tal, im Gebirgsstock der Jennwand und in deren näherer Umgebung sind die Marmor führenden Schichten auf dem Schlanderser und Laaser Nördersberg sonst nicht erkennbar. Das Auftreten von anstehendem Marmor ist im Geröll der Bachläufe des Laaser Tales und in den Murengräben des Nördersberges zu verfolgen. Diesen Spuren werden die Steinmetzen in früheren Zeiten vermutlich nachgegangen sein. Denn bis zur Öffnung der ersten Steinbrüche sind in den Wäldern auf dem Schlanderser und Laaser Nördersberg sowie im Laaser Tal Findlingsbestände ausgebeutet worden. Solche weit ins Tal hinunter reichende Ansammlungen von Findlingsblöcken haben sich im Laufe der Gebirgserosion durch Abbrüche und Verlagerung von aus Marmorschichten stammenden Felsblöcken durch Gletscherverfrachtung und durch sonstige Naturereignisse gebildet.

### Historisches Abbaugebiet
Die Qualität dieser Marmorfindlinge ist wie in den massiven Bänken oder Marmorschichten unterschiedlich. Die Marmorvorkommen scheinen von den Steinmetzen je nach Bedarf in Anspruch genommen worden zu sein, ohne dass sie dafür historisch nachweisbare Genehmigungen hätten einholen müssen.
Ein bevorzugtes Zielgebiet für die Steinmetzen waren die verschiedenen so genannten Gruben in den Göflaner und Kortscher Waldungen auf dem Nördersberg, die weite Karsenke der Göflaner Alm mit dem Alpbruch und dem Mitterwandl auf 2.200 m, Abbaustellen im Laaser Tal an der Nesselwand und an der Jennwand, ab 1865 der Zelimbruch am Ausgang des Martelltales, ab 1883 der Weißwasserbruch und der Tarnellerbruch im Laaser Tal.

### Heutiger Abbau
Im Laaser Tal, das geografisch zur Gemeinde Laas gehört, wird Laaser Marmor ganzjährig im Weißwasserbruch abgebaut. Auf dem Gebiet der Gemeinde Schlanders wird Göflaner Marmor im Mitterwandlbruch abgebaut.
Im untertägigen Weißwasserbruch erfolgt der Abbau des reinweißen Marmors in Abbauhallen mit einer Länge von 100 m, einer Breite von 20 m und in einer Höhe von 30 bis 40 m. Die dabei eingesetzten Diamantseilsägen und eine Diamant-Schrämmaschine schneiden Marmorschichten bis zu 8000 t Einzelgewicht aus dem Berg, die anschließend in handelsübliche Blockgrößen von etwa 3,20 × 1,20 × 1,40 m formatiert werden.
Die so hergestellten Rohblöcke werden mittels eines Kabelkrans bis zur Verladestation am Weißwasserbruch abgeseilt. Von dort werden die Rohblöcke auf Waggons seit 1993 durch eine dieselelektrische Lokomotive bis zur Bergstation des Schrägaufzugs, der Verladestelle Weißwasserbruch, gezogen. Im Weißwasserbruch ist es möglich, ganzjährig im 24-Stunden-Schichtbetrieb Marmor abzubauen.

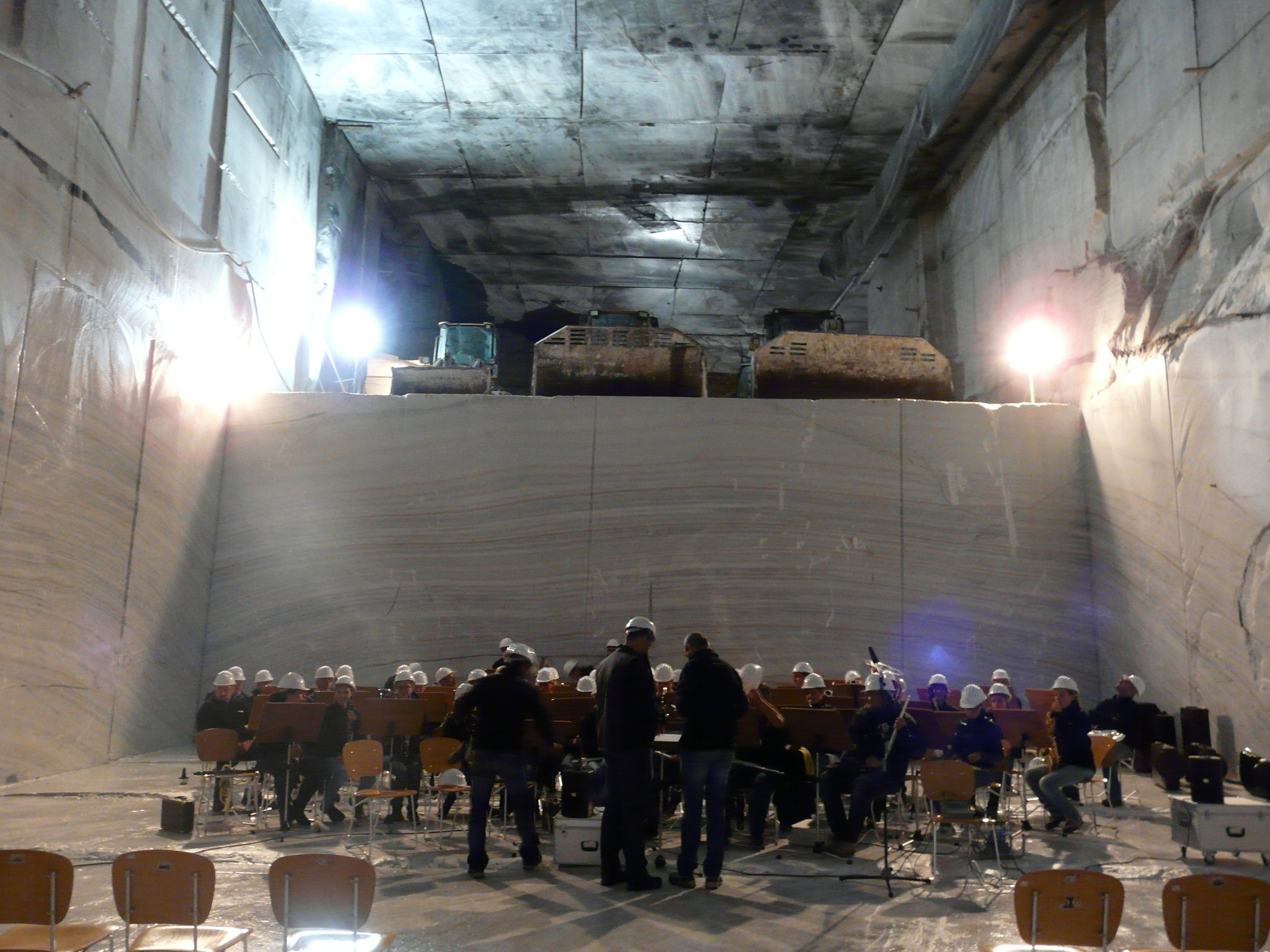
Unter Tage im Göflaner Mitterwandlbruch (anlässlich eines Konzerts)

Im Göflaner Bruch, der zwischen 2.200 und 2.500 Höhenmeter liegt, kann nur in den Sommermonaten abgebaut werden, da im Winter Schnee und Eis den Abbau unmöglich machen. Dort wurde mittlerweile damit begonnen, die Steingewinnung untertägig zu betreiben. Die Steinblöcke des Göflaner Bruchs werden auch mit einer Kabelkrananlage zur Verladestelle Weißwasserbruch abgeseilt und anschließend ins Tal gebracht.
Die Form dieses Gesteinsabbaus ist die „umweltschonendste industrielle Transportmöglichkeit innerhalb des Nationalpark Stilfserjoch.“

## Verwendung

### Historische Verwendung
Im Mittelalter wurde Laaser Marmor als Werkstoff für Portale, Wappensteine und Ornamentstücke von Vinschgauer Burgen verwendet, etwa beim Palasportal von Schloss Tirol, in dessen Tympanon der Erzengel Gabriel die Besucher mit segnender Geste empfängt. Anonyme Künstler fertigten aus Laaser Marmor Taufsteine, Altäre, Grabsteine und Portaleinfassungen für Kirchen an. Zu den ältesten bekannten Werkstücken aus Laaser Marmor gehören die Marmorreliefs in der karolingischen St.-Benedikts-Kirche in Mals. Von der romanischen Laaser Pfarrkirche konnte nur mehr die Apsis gerettet und rekonstruiert werden. Laaser Marmor wurde in karolingischer Zeit auch für Skulpturen im Benediktinerinnenkloster St. Johann in Müstair verwendet.
Während der Renaissance kam Laaser Marmor für die Ausgestaltung einiger Vinschgauer Schlösser (Churburg, Goldrain, Dornsberg, Obermontani, Schlandersburg) zum Einsatz. Jakob Trapp VII., Jerusalempilger und Herr der Churburg, ließ sich 1573 von Wolf Verdroß ein Grabdenkmal in der Schludernser Pfarrkirche errichten.
Der aus dem Martelltal stammende Barockbildhauer Gregor Schwenzengast verwendete den Marmor in der Zeit um 1700 für zahlreiche Arbeiten. Seine Madonnenreliefs in Form von Marmormedaillons schmücken die Portale verschiedener Gebäude im Vinschgau, unter anderem die Rosenkönigin der St. Annakapelle in Latsch und das Rathaus von Schlanders. Ein von Schwenzengast behauenes großes Reliefbildnis Leopolds I. ist im Hof der Schlandersburg ausgestellt. Von ihm stammt auch das Grabdenkmal in der Latscher Pfarrkirche für den Adeligen Kleinhans, den Erbauer des Roten Schlosses in Latsch.

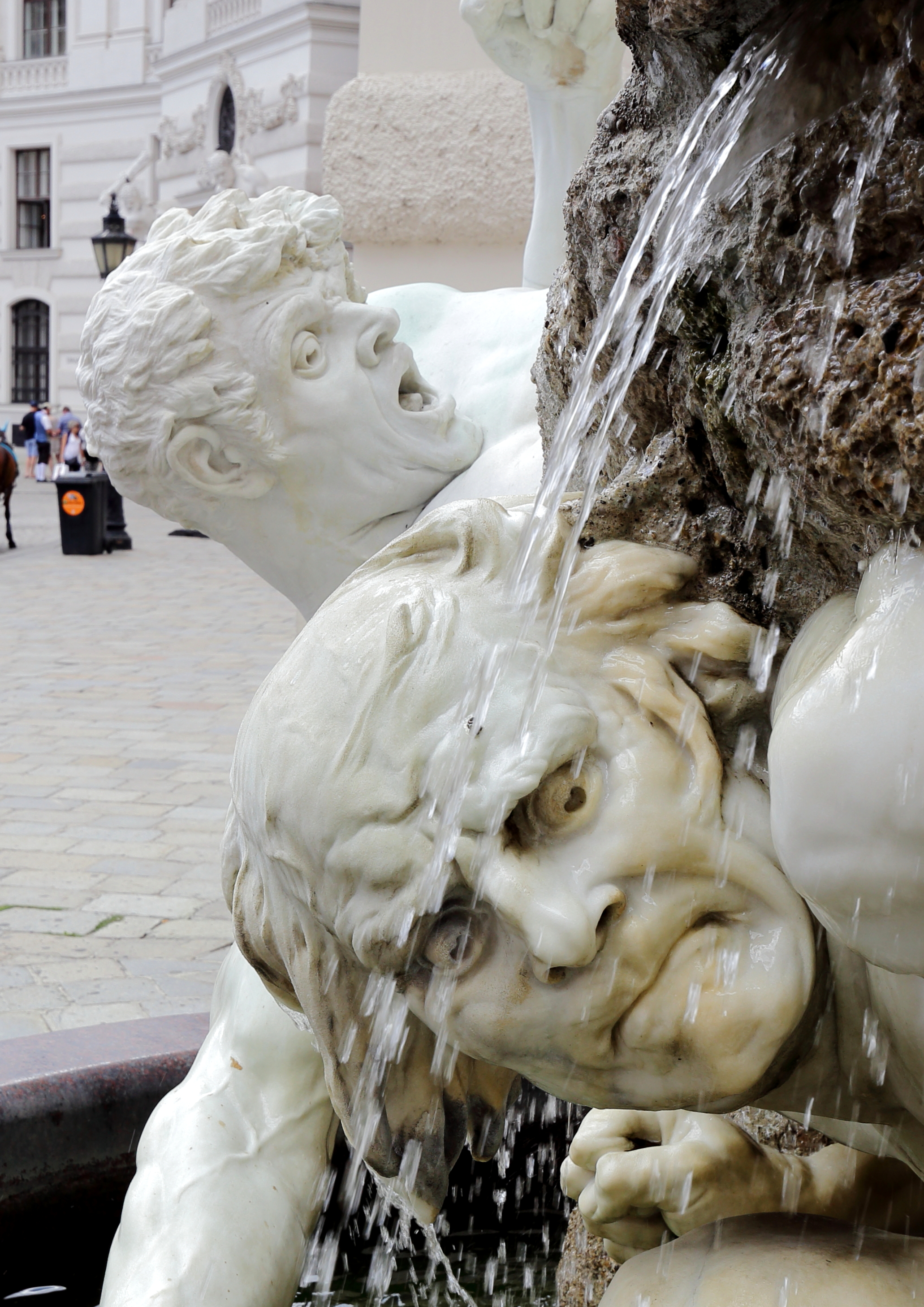
Skulpturen des Brunnens „Die Macht zu Lande“ am Michaelerplatz in Wien (1897)

In Wien wurde bei den größtenteils vor 1870 errichteten Bauten an der Ringstraße von den Architekten, darunter zum Beispiel Theophil von Hansen, der Laaser Marmor für die Ausführung der Prunkfassaden und Statuen eingesetzt. Besonders für das ehemalige Reichsratsgebäude und spätere Parlament wurden sehr große Materialmengen benötigt.

### Heutige Verwendung
Heute werden die Marmorblöcke zum Großteil in Platten geschnitten und zu Fußbodenbelägen, Fliesen und Fassadenplatten verarbeitet.
In Laas gibt es heute (2008) neben dem Marmorwerk nur mehr zwei marmorverarbeitende Betriebe sowie zwei Bildhauer. Ein weiterer marmorverarbeitender Betrieb steht in der Fraktion Eyrs. Das Ortsbild von Laas ist durch Kopfsteinpflaster, dekorative Elemente und Skulpturen aus Marmor geprägt. Seit 2000 wird der Laaser Marmor auch durch das Ausstellen marmorner Kleinkunstwerke im Rahmen des jährlich stattfindenden Laaser Kulturfests marmor & marillen ins Licht der Öffentlichkeit gerückt.
Versuche, den Laaser Marmor für Künstler und Künstlerinnen wieder interessant zu machen, führten 1982 zur Wiedergründung der Berufsfachschule für Steinbearbeitung in Laas.
Eines der größten aktuellen umweltpolitischen Probleme und damit des Abbaus von Naturstein im Laaser Abbaugebiet ist die Frage um den Transport des Marmors, da sich alle Brüche auf dem Gebiet des Nationalparks Stilfserjoch befinden.

## Transport des Laaser Marmors

Skizze des Transports vom Steinbruch bis ins Marmorwerk

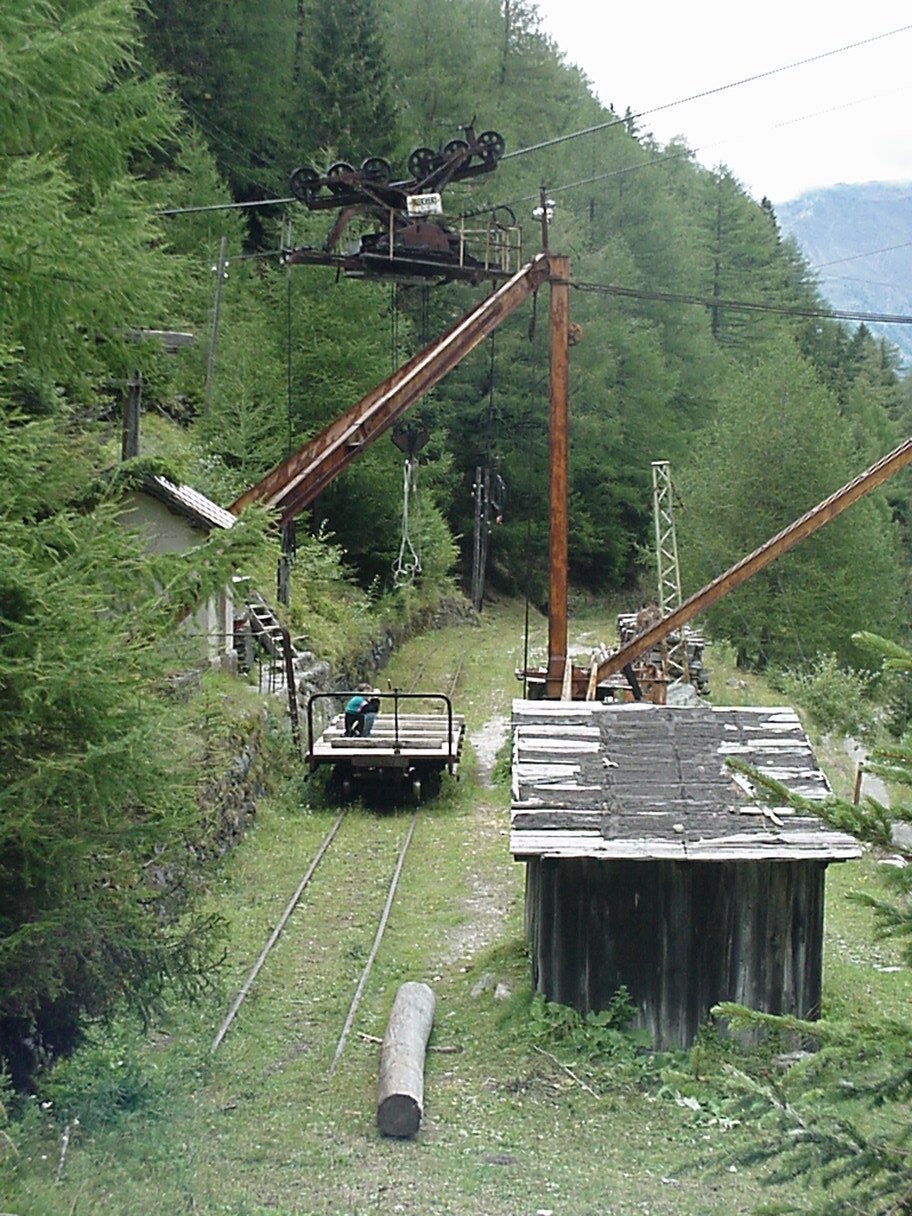
Ehemalige Verladestation mit Kabelkran, der quer über die Schlucht führt.

Ein Steintransport erfolgte früher in Mitteleuropa mittels Walzen oder mit Karren, die von Ochsen gezogen wurden. Mit der Entwicklung der Dampfmaschine wurden erstmals in Carrara mit Dampf angetriebene Traktoren in den Steinbrüchen eingesetzt und anschließend wurde von einem Belgier eine Eisenbahnstrecke durch das Abbaugebiet von Carrara gebaut.
In Laas wurden ursprünglich die Marmorblöcke auf Schleifbäume verladen und mit Seilen ins Tal gebremst. Auf flacheren Teilstrecken kamen Schlitten aus Holz zum Einsatz. Am Göflaner Berg wurde im Jahre 1882 eine Art Rutschbahn gebaut, mit der die Steine über quergelegte Rundhölzer geschleift wurden. Eingebremst wurde die Rohsteine mit Hanfseilen, die um Holzpfosten talwärts geschlungen wurden. Diese Transporttechnologie wird im Italienischen Lizzatura (Schlittentransport) bezeichnet. In Laas mussten diese gefährlichen Gewichte sicher bewegt und die steilen Gebirgshänge aus den 1500 bis 2200 m über Meereshöhe befindlichen Steinbrüchen ins Tal bewältigt werden.
Um 1883 erreichte der Marmor aus dem Weißwasserfall (Torneller Wand) und der Jennwand große Bekanntheit. Der größte noch mit Schleifbäumen transportierte Block wog mehr als 80 Tonnen, maß 30 Kubikmeter und war 1903 für das Moltke-Denkmal bei der Siegessäule in Berlin bestellt worden.
Die Gewinnung des Laaser Marmors ist aufgrund seiner Lage und seiner schwierigen Abbauverhältnisse in einem relativ unzugänglichen Gebiet, das mittlerweile unter Naturschutz steht, durch erhebliche Transportschwierigkeiten belastet. Diese Erschwernisse, die sich durch den untertägigen Abbau und die Transporte zu den Verarbeitungsstätten im Tal ergeben, schlagen sich in höheren Kosten gegenüber anderen Marmoren nieder. Um diesen Wettbewerbsnachteil auszugleichen, wurde im Jahre 1930 ein Schrägaufzug fertiggestellt, der die technischen Probleme des Steintransports ins Tal löste. Dadurch, dass die gesamte Anlage veraltet ist, ergeben sich für den Steintransport Kostenprobleme. Die sogenannte Laaser Marmorbahn transportiert bis zum heutigen Tag Rohblöcke. Neuerdings gibt es Diskussionen darüber, ob Lastkraftwagen die Marmorbahn ersetzen sollen.
Die Schrägbahn wurde in den Jahren 1928 bis 1930 als ein Schrägaufzug mit einer Länge von 950 Metern gebaut, um die Höhendifferenz von 474 Metern ins Tal zu überwinden. Die Schrägbahn hat eine Neigung von max. 624 Promille. Ursprünglich konnten auf die etwa 8 Meter breite Plattform 40 Tonnen Gewicht aufgeladen werden. Wegen des Alters der gesamten Anlage und aus Sicherheitsgründen wurde das Transportgewicht heute auf 18 Tonnen reduziert. Der Transport auf der Schrägbahn erfolgt mit einer Geschwindigkeit von 3,6 km/h und dauert etwa eine Viertelstunde bis ins Tal.
Die Rohblöcke werden in einem unterirdischen Steinbruch, der auf einer Höhe von 1.500 Metern an der Jennwand liegt, gewonnen. Von dort werden die Rohblöcke mit einem Kabelkran aus dem Steinbruch transportiert und auf einen Waggon aufgelegt, der von einer Lokomotive mit dieselelektrischem Antrieb aus dem Jahre 1930 auf der auf dem Berg liegenden 1,8 Kilometer langen Bahn bis zum sogenannten Bremsberg befördert. Dort werden die Waggons für den Weitertransport auf die Plattform des Schrägaufzugs geschoben und mittels Befestigung gesichert. In der Talstation steht eine Lokomotive aus den 1930er-Jahren zum Weitertransport des Marmors bereit, die die Marmorblöcke die letzten 800 Meter bis auf das Werksgelände der Firma „Lasa Marmo“ neben dem Bahnhof Laas zieht. Von Montag bis Freitag verkehren normalerweise zwei Züge zum oberen Verladeplatz bei Parnetz und ein Zug im Tal. Von Laas aus ist Ort Parnetz lediglich über eine schmale Straße erreichbar.
Seit 2012 ist die obere Bahnstrecke durch einen neuen, längeren Seilkran auf etwa ein Drittel der ursprünglichen Strecke verkürzt.

## Steinmetz-Firmengeschichte

### Peter, Paul und Dominik Strudel
Für die Wiener Architektur haben die beiden Bildhauer Paul und Peter Strudel den Marmor erschlossen. Von ihnen sind ab 1696 die Habsburger Statuen im Schlossareal Laxenburg und in der Wiener Hofbibliothek belegt. Die Genehmigung der Behörden holten die Strudel-Gebrüder Peter, Paul und Dominik Strudel aus Cles im Nonstal ein. Einer ihrer Vorfahren, Magister Paulus de mitebolt, der 1611 eine Antonia, Cavalier de Clesio ehelichte, war möglicherweise aus Mittenwald in Bayern ins Nonstal gekommen. Die drei Brüder hatten ihre Ausbildung in den Schnitzwerkstätten ihrer Heimat begonnen und in den Werkstätten des aus München stammenden Carl Loth, des gebürtigen Tessiners Baldassare Longhena und des flämischen Bildhauers Giusto de Corte in Venedig fortgeführt.
Ab 1686 waren sie in Wien und rangen mit größter Hartnäckigkeit um die Gunst verschiedener Mäzene, etwa der Fürsten Johann Adam I. Liechtenstein und Johann von der Pfalz. Dominik Strudel (1667–1715) war ein Erfinder und Entwickler, dem es gelang, Verträge für Verbesserungen bei der Entwässerung von Bergwerksschächten abzuschließen. Sein Bruder Peter rückte bald zum Hof- und Kammermaler auf.

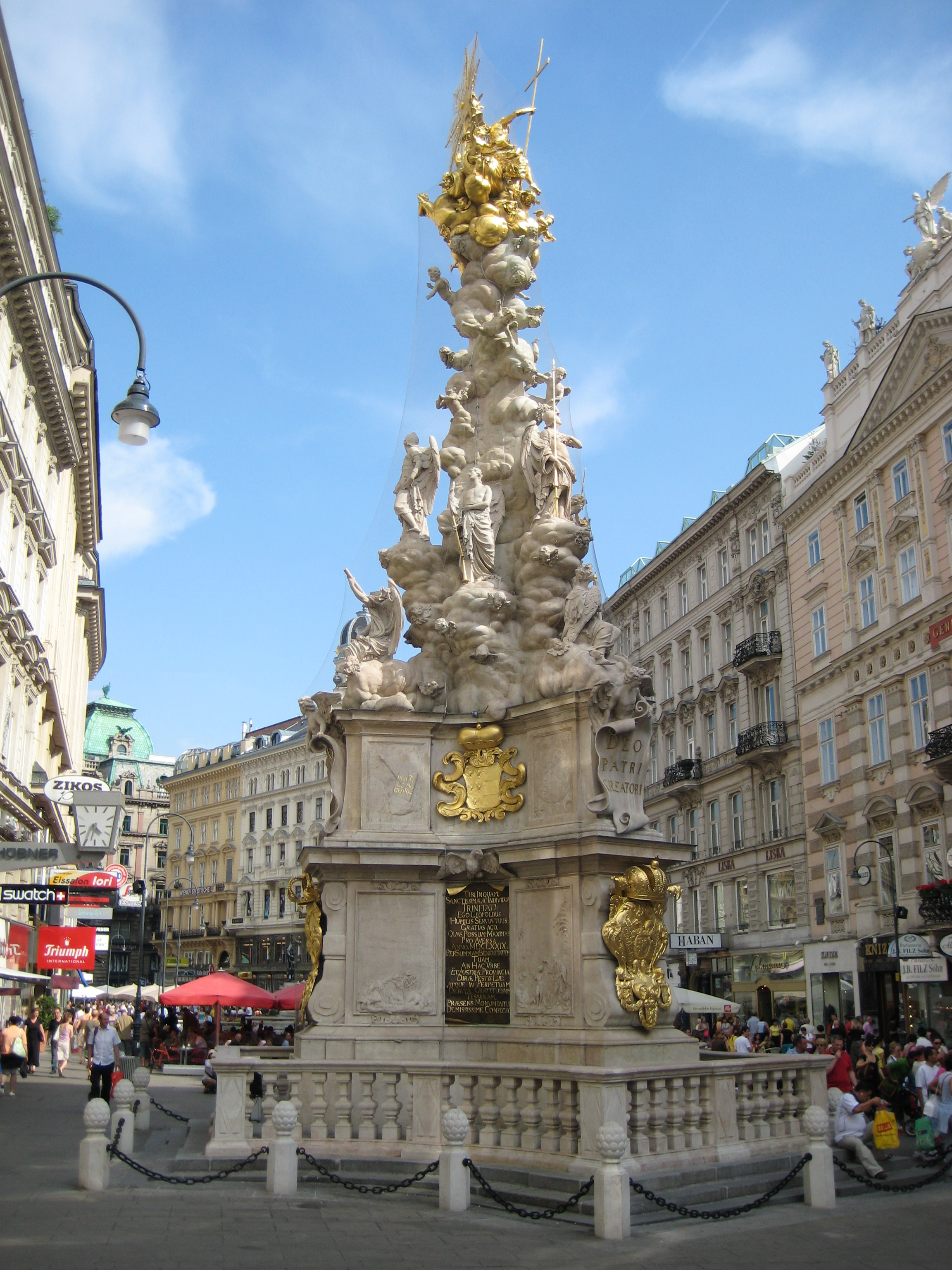
Wiener Pestsäule

Paul gelang ein solcher Sprung in den kaiserlichen Hofstaat nicht, er erhielt allerdings 1696, nachdem unter seiner Leitung die Pestsäule in der Wiener Innenstadt vollendet worden war, eine Lebensstellung am Hof und erhielt den Auftrag, eine habsburgische Ahnengalerie des Kaisers und seiner Vorfahren aus weißem Tiroler Marmor zu erstellen. Im Zuge der Arbeiten an der Pestsäule war Paul Strudel auf die Tiroler Marmorvorkommen im Raum Sterzing und im Vinschgau gestoßen, deren Entdeckung er für sich beanspruchte. Er stellte mehr als zwanzig Arbeiter, Steinmetzen, vier italienische Bildhauer, einen Marmorpolierer und einen Eisenschmied in seine Dienste, die unter der Aufsicht seines Bruders Dominik im Vinschgau den Marmor zu Slanders über Greflen im Thaal Fraz (vermutlich in der Nähe von Tafratz bei Göflan oder auf der Göflaner Alm) gewannen. Der Marmor wurde mit Fuhrwerken nach Hall in Tirol und von dort per Schiff nach Wien transportiert. Nach dem Tode Paul Strudels im Jahr 1708 führte sein Bruder Peter dessen Geschäfte bis zu seinem Tode 1714 weiter.
Nach dem Ableben der Brüder Strudel werden die Hinweise auf Marmorlieferungen wieder seltener. 1717 bekam der Ötztaler Bildhauer Matthias Braun die Genehmigung, für eine Christusfigur am Kreuz auf der Karlsbrücke in Prag vier große Marmorblöcke zu brechen. Aus dem gleichen Jahr ist eine Lieferung an das Stift Lambach in Oberösterreich dokumentiert, die der Steinmetzmeister Petro Antonio Maggi aus Schlanders abwickelte.

### Johann Schmidinger
Um 1750 kam der aus Bayern stammende Steinmetz Johann Schmidinger, der dem Ruf des Grafen Friedrich Adam Brandis aus Lana gefolgt war, nach Göflan. Neben seiner Tätigkeit als Steinmetz versah Schmidinger Dienste als Waldaufseher und bekam 1778 als erste historisch bekannte Privatperson vom Berggericht Hall die vorerst territorial nicht genau definierten Bruchrechte für den Marmorabbau in der Gegend von Göflan zugesprochen. Er baute den Marmor zum Teil selbst ab, und viele Bewohner Göflans konnten sich dabei durch verschiedene Dienstleistungen ein Zubrot verdienen. Die Familie Schmidinger verpachtete ihre Rechte nach 1830 und verkaufte sie später.

### Ludwig Schwanthaler

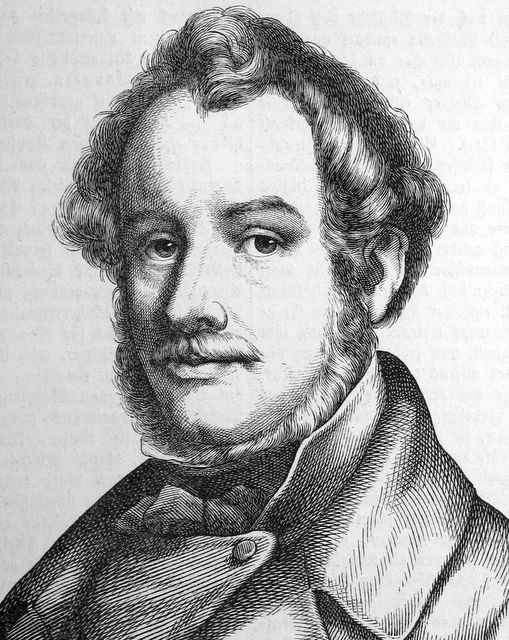
Ludwig Michael von Schwanthaler

Im Juni 1826 ist der Besuch des bayerischen Geheimrates und Hofbauintendanten Ritter Leo von Klenze in Schlanders und Laas überliefert, der mit einem Bauinspektor in den Vinschgau gekommen war, um die Marmorvorkommen in Augenschein zu nehmen und ihre Eignung für verschiedene große Bauvorhaben in München zu prüfen. Obwohl die Qualität des Marmors als geeignet befunden wurde, wurden die ersten Abbauvorbereitungen und -versuche jedoch nach einiger Zeit wieder aufgegeben. Trotzdem begannen nun einige ortsansässige Personen, im Marmor ein viel versprechendes Geschäftspotential zu sehen: Josef Blaas, Sternwirt in Schlanders, nützte einige Zeit die Schmidinger Rechte in Göflan, und Ludwig Veith, Kronenwirt in Laas, ließ sich beim Berggericht Hall mit sechs Marmorgruben im Laaser Tal belehnen.
Weil die örtlichen Lieferanten offensichtlich nicht in der Lage gewesen waren, die Lieferaufträge aus Bayern zu erfüllen, kam 1829 Bernhard Schweizer, ein Vertrauensmann des Künstlers Ludwig Schwanthaler, in den Vinschgau. Ludwig Schwanthaler war einer der meistbeschäftigten Bildhauer in den Diensten Ludwig I. von Bayern. Schweizer nutzte die bestehenden Abbaurechte, um sowohl im Gebiet der Göflaner Alm als auch im Laaser Tal die für München bestimmten Marmormengen zu fördern. Fast zwanzig Jahre lang lieferte er den Marmor an seine Auftraggeber in Bayern. 1848 starb Schwanthaler, und Bernhard Schweizer, der zeitweilig bis zu siebzig Arbeiter in seinen Diensten hatte, begann, den Marmor von da an auf eigene Rechnung zu vertreiben.

### Carl und Johannes Steinhäuser

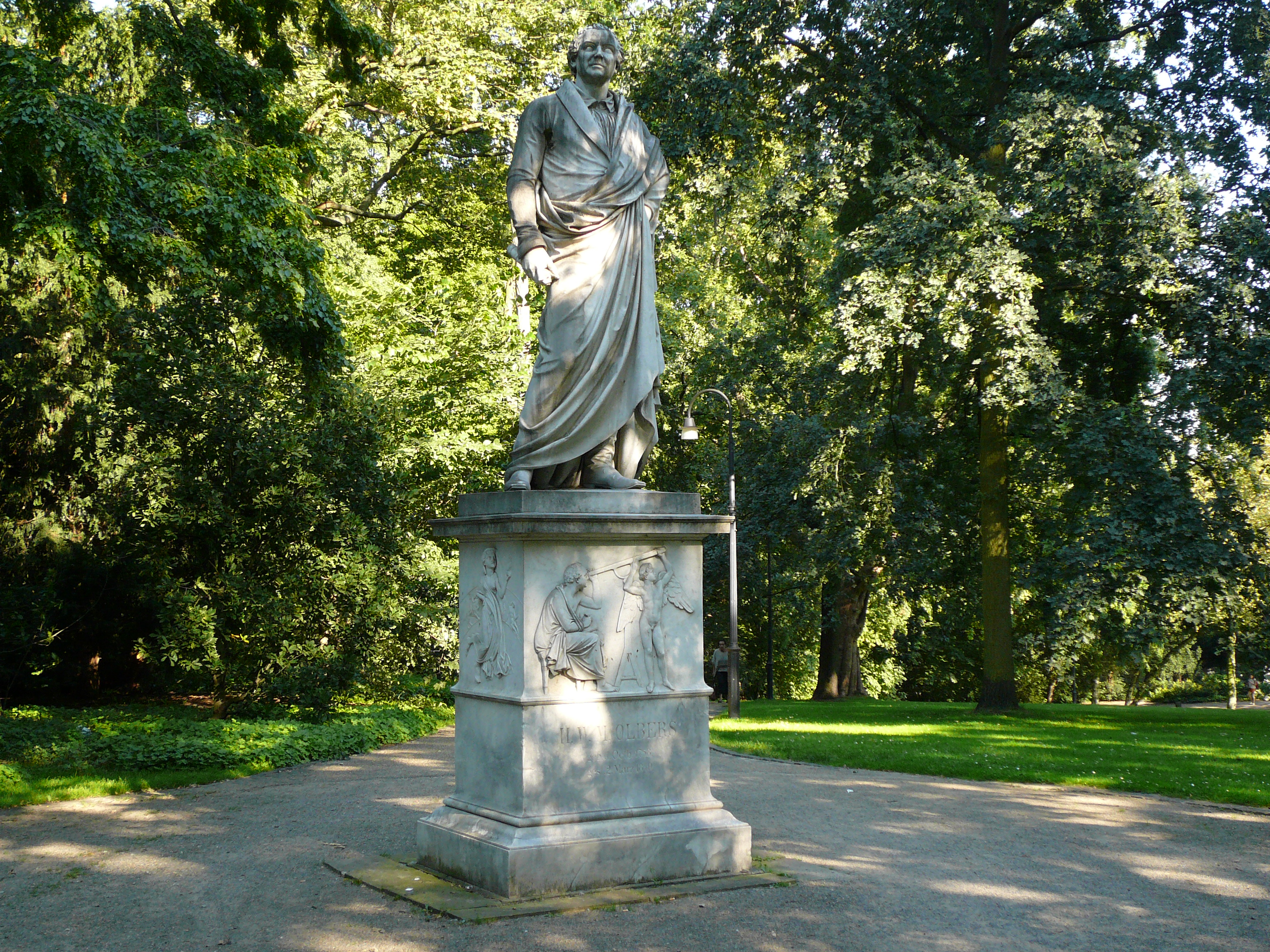
Olbers-Denkmals von Carl Steinhäuser in Bremen

Professor Carl Steinhäuser, ein Bildhauer aus Bremen, war mit den Arbeiten Ludwig Schwanthalers in München in Kontakt gekommen und hatte den Laaser Marmor schon in jungen Jahren 1835 auf der Durchreise nach Rom kennen gelernt, wo er seine Ausbildung absolvierte und eine erfolgreiche Laufbahn als Künstler einschlug. Carl Steinhäuser erhielt 1863 schließlich eine Professur für den neu errichteten Lehrstuhl für Bildhauerei an der Kunstschule Karlsruhe und sollte zudem für seinen Förderer, Großherzog Friedrich I. von Baden, Skulpturen für den Schlossgarten von Karlsruhe schaffen. Carl Steinhäuser hatte dabei die Absicht, sich von Bernhard Schweizer beliefern lassen, der jedoch mehr daran interessiert war, seine Rechte möglichst lukrativ weiter zu verpachten. Mit Carl Steinhäuser schloss er im Jahre 1864 einen Afterpachtvertrag zur Ausbeutung der Göflaner und Laaser Vorkommen ab. Der erfahrene Bruchbetreiber hat seine Chance gesehen, nicht den Marmor, sondern die Bruchrechte weiter zu verpachten. Schweizer wollte Steinhäuser nichts abgeben, meint Köll.
Als Partner gewann Steinhäuser seinen römischen Künstlerkollegen Peter Lenz, mit dem er 1865 das Unternehmen Lenz εt Steinhäuser gründete. 1866 wurde mit dem Bau einer Werkstätte in Laas begonnen, 1867 wurden drei Sägen, eine Drehbank und eine Schleifmaschine aufgestellt und erste Arbeitskräfte eingestellt. Der Abtransport des Marmors aus dem Steinbruch geschah mit Schleifbäumen über eine aus quergelegten Baumstämmen bestehende Bahn, wobei mehr als 1.500 Höhenmeter vom Steinbruch bis ins Tal überwunden wurden. Bremsseile aus Hanf regulierten die Geschwindigkeit der zu Tal rutschenden Schlitten. Auf waagerechten Strecken wurde der Marmor auf Holzwagen von Ochsengespannen gezogen.
Finanzielle Schwierigkeiten bewogen Peter Lenz dazu, die Partnerschaft mit Carl Steinhäuser 1869 aufzulösen. Carl Steinhäusers Sohn Johannes, der bald die Führung der Laaser Marmorwerke übertragen bekam und 1874 mit staatlicher Hilfe in Laas eine Marmorfachschule gründete, gelang es, den unterkapitalisierten Betrieb mit verwandtschaftlicher Unterstützung und mit zugeschanzten Aufträgen über ein Jahrzehnt lang über Wasser zu halten, aber 1879 war die wirtschaftliche Schieflage hoffnungslos geworden. Der Schwiegervater von Johannes Steinhäuser, ein vermögender Kaufmann in Bremen, fädelte die Übergabe der wirtschaftlichen Rechte Steinhäusers an die Wiener Union-Baugesellschaft ein, die schon vorher die Interessen Steinhäusers in Wien vertreten hatte. Der Vertrag wurde mit dem 1. Juli 1881 rechtskräftig. Johannes Steinhäuser blieb dem Betrieb als künstlerischer Leiter bis zu seinem Tode 1892 erhalten.

### Wiener Unternehmen

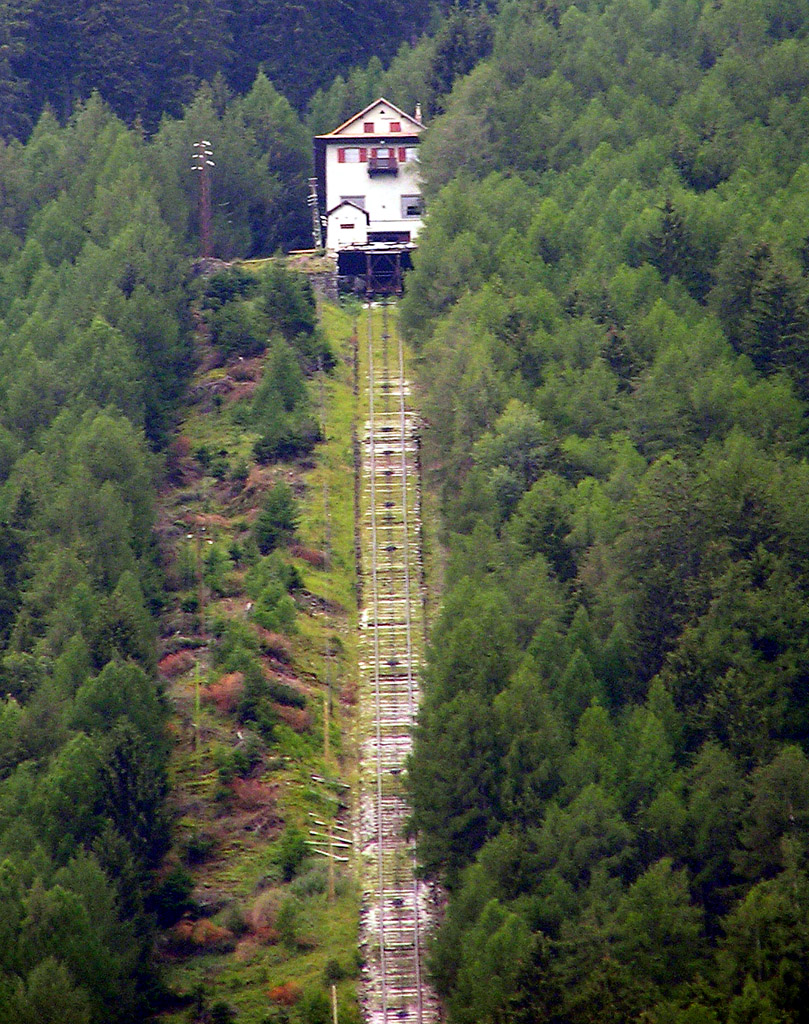
Schrägaufzug für Marmorblöcke der Laaser Marmorbahn

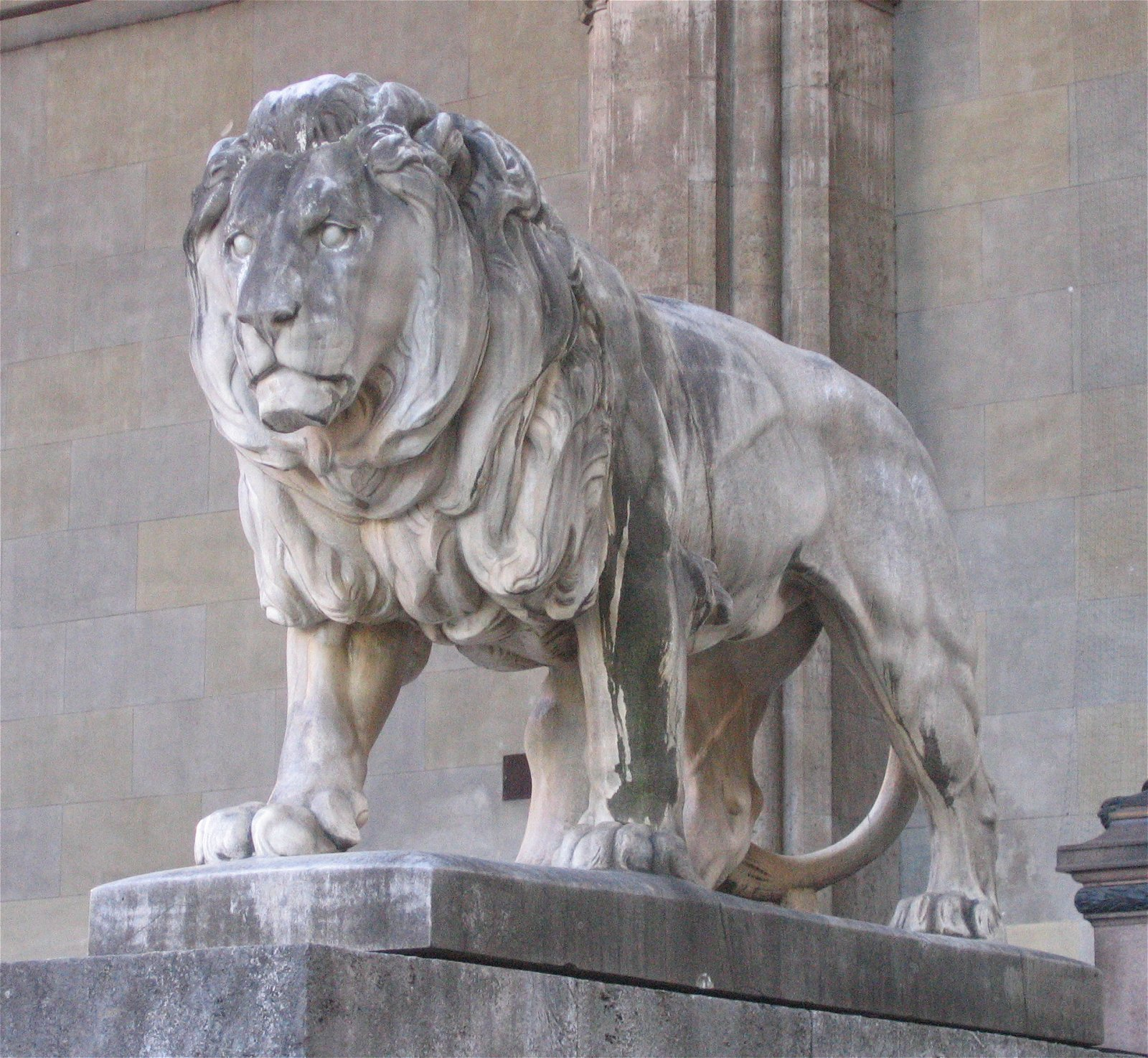
Löwe vor der Feldherrnhalle in München

Die Union-Baugesellschaft war ein Hoch- und Tiefbauunternehmen und gehörte zur Creme der damaligen Unternehmenslandschaft in der Donaumonarchie. Ihr Betätigungsfeld umfasste unter anderem den Bau von Bahnlinien. Sie war es, die später die Vinschgerbahn erbaute, die 1906 eröffnet wurde. Das Unternehmen sicherte sich alle verfügbaren Abbaurechte nicht nur in Laas und Göflan, sondern auch in Sterzing, investierte massiv in Infrastrukturen, wie Arbeiterunterkünfte, Transportwege, Gleitbahnen für die Marmorblöcke im Steilgelände sowie in Abteufungsmaßnahmen (Freilegen der abbauwürdigen Gesteinsschichten) bei den Brüchen. Es stockte den Maschinenpark in den Werkstätten auf und passte die Bauten auf dem Werksgelände den Erfordernissen an. Die Gesellschaft hatte zeitweilig bis zu 200 Arbeiter auf ihrer Lohnliste, denen zudem für die damalige Zeit mustergültige soziale Rahmenbedingungen geboten wurden: Einkauf im unternehmenseigenen Lebensmittelmagazin zum Selbstkostenpreis, Absicherung im Krankheitsfall und bei Unfällen. Der Marmor behauptete sich anfangs bei den Bauten der Wiener Ringstraße recht gut, war aber wegen des höheren Preises gegenüber anderen, wie den Marmoren aus Deutschland, beispielsweise dem Saubsdorfer Marmor aus dem Sudetenland und dem Carrara-Marmor aus Italien sowie dem Pörtschacher Marmor aus dem Inland im Nachteil. Des Weiteren kamen verstärkt massenhaft polierte Kalksteine in den Handel, und im Handel nach Deutschland wirkte sich die Erhöhung der deutschen Einfuhrzölle aus. Der Absatz des Laaser Marmors ging zurück, wie auch die betriebswirtschaftliche Ertragssituation. Die Union trennte sich am 18. März 1899 von ihren Geschäftsaktivitäten im Marmorsektor.
Der Abnehmer dieser Rechte, Fritz Zeller aus Wien, der idealisierende künstlerische Zukunftsvorstellungen hegte und in erster Linie die künstlerische Verwendung des Laaser Marmors propagierte, musste Ende 1905 Insolvenz anmelden.
Um 1900 waren verschiedene Steinbrüche in Nutzung: der Torneller Bruch (Gemeindebruch), die Torneller Wand (Weißes Wasser, Weißwasserbruch), die Jennwand und die Laaser Leiten (Stierleger) (Laaser Onyx) in Laas sowie der Alpbruch und das Mitterwandl in Göflan.
Der Grund, warum sich dann der Wiener k.k. Hof-Steinmetzmeister Eduard Hauser im Vinschgau engagierte und Zellerschen Konkursmasse aufkaufte, war die anstehende Eröffnung der Vinschger Bahn. Er führte einen für damalige Verhältnisse sehr modern eingerichteten und maschinell ausgestatteten Steinmetzbetrieb in Wien und änderte an der konzeptionellen Grundausrichtung des übernommenen Laaser Betriebes kaum etwas. In Laas beschäftigte er bis zu 14 Bildhauer. Die ersten Marmorblöcke, die mit der Vinschgaubahn geliefert wurden, waren jene, aus denen die Löwen für die Münchner Feldherrnhalle gehauen wurden. Der Betrieb prosperierte zehn Jahre lang, doch mit dem Ausbruch des Ersten Weltkrieges setzte die Stagnation ein. Nach dem Krieg konnte das Unternehmen nicht an die Ergebnisse vor dem Krieg anknüpfen, denn die Konkurrenz in Laas und die geringe Nachfrage nach Bauten und Statuen aus Marmor in Österreich bewogen die Erben Eduard Hausers, ihren Besitz im Vinschgau bis 1924 nach und nach aufzulösen. Damit war die Ära der Wiener Unternehmer zu Ende.

### Josef Lechner
Der aus dem Bergdörfchen Parnetz bei Laas stammende und am 26. Juni 1851 dort geborene Josef Lechner begann erst mit 24 Jahren beim Laaser Steinmetzmeister Franz Andres eine Lehre, der seinerseits zu jener ersten Künstlergeneration gehörte, die in Steinhäusers Marmorfachschule ihre Ausbildung erlangt hatte. Nach der Lehre sammelte Lechner als Wandergeselle Berufserfahrung in Süddeutschland und der Schweiz und kehrte 1882 nach Laas zurück. Dort konnte er sich nicht wirtschaftlich niederlassen. Daher gründete er in Bozen am Viehmarktplatz eine Werkstätte. Er arbeitete vor allem mit Carrara-Marmor, weil die Union-Baugesellschaft ihn nicht Lasser Marmor belieferte. Sein Betrieb in Bozen, in dem er 20 bis 25 Handwerker beschäftigte prosperierte und er ließ in Laas als Marmorunternehmer nieder. Er pachtete von der Gemeinde Laas den Bruch am Weißwasserfall im Laaser Tal und sicherte sich zudem einen Teil der Rechte des Ludwig Veith an der Nesselwand und im Jenngraben. Josef Lechner, bald bekannt als „Marmor-Lechner“ war erfolgreich, investierte in die besten der damals bekannten Technologien der Steinverarbeitung und exportierte seine Produkte weltweit. Er beschäftigte zeitweise bis zu 100 Arbeiter. Dieser Erfolg, vor allem der Umstand, dass viele in der Landwirtschaft Beschäftigte bei ihm eine gut bezahlte Stellung fanden, rief Neider und direkt Betroffene auf den Plan, die Landwirte, denn diese dominierten die Gemeindeverwaltung und hintertrieben bald die Verträge mit dem Lechner.
Die Gemeinde übernahm 1909 den Nesselwandbruch in Eigenregie, und als der wirtschaftliche Erfolg ausblieb, verpachtete sie ihn an den Münchner Bildhauer Matthias Gasteiger. Sie löste 1921 eigenmächtig den auf einen längeren Zeitraum angelegten Pachtvertrag für den Weißwasserbruch auf, von dem Lechner am meisten profitiert hatte, und übergab ihn dem Unternehmen Gasteiger. Warum die von den Bauern dominierte Gemeinde Laas den Marmorbetrieben, vor allem dem erfolgreichen Lechner nicht freundlich gesinnt war: die Bauern durchlebten damals häufig schwere Zeiten, hatten unter Missernten und unter dem Preisverfall ihrer Produkte zu leiden. In den Marmorbetrieben, die ihren Arbeitern ein geregeltes Einkommen und geregelte Arbeitszeiten boten, sahen sie die Verantwortlichen für die gestiegenen Löhne ihrer Dienstboten. Und der Unternehmer Lechner, der voll hinter seinen Arbeitern stand und den Laaser Arbeiterpriester Malpaga unterstützte, bekam diese Aversion besonders zu spüren: Holzlieferungen aus dem Gemeindewald wurden versprochen und dann doch nicht geliefert. Dass die Gemeinde den Nesselwandbruch in Eigenregie übernahm, war für Lechner verschmerzbar. Die Vertragsklausel im Pachtvertrag mit Gasteiger drei Jahre später, dass Lechner die von der Gemeinde zu bauende Straße in das Laaser Tal keinesfalls für seine Marmortransporte nutzen dürfe, spricht ebenso für sich, wie die 1921 erfolgte einseitige Aufkündigung des 1906 geschlossenen und auf 25 Jahre angelegten Pachtvertrages für den Weißwasserbruch. Der Tod seines designierten Nachfolgers Julius, der bereits in den ersten Kriegswochen in Galizien fiel, die Hindernisse, die ihm die Kommune in den Weg legte, brachten den Josef Lechner dazu, mit dem Gedanken zu spielen, das Marmorgeschäft zu verkaufen. Letztendlich übergab er sein Unternehmen nach dem Kriege doch an seinen Sohn, Josef Lechner junior. Den Versuch, den Abbau in den Brüchen der Jennwand aufrechtzuerhalten, musste Josef Lechner jun. bereits in den ersten Nachkriegsjahren abbrechen. Er beschränkte sich in der Folge darauf, das große Marmorlager seines Vaters nach und nach zu veräußern.

### Mathias Gasteiger (1920er-Jahre)

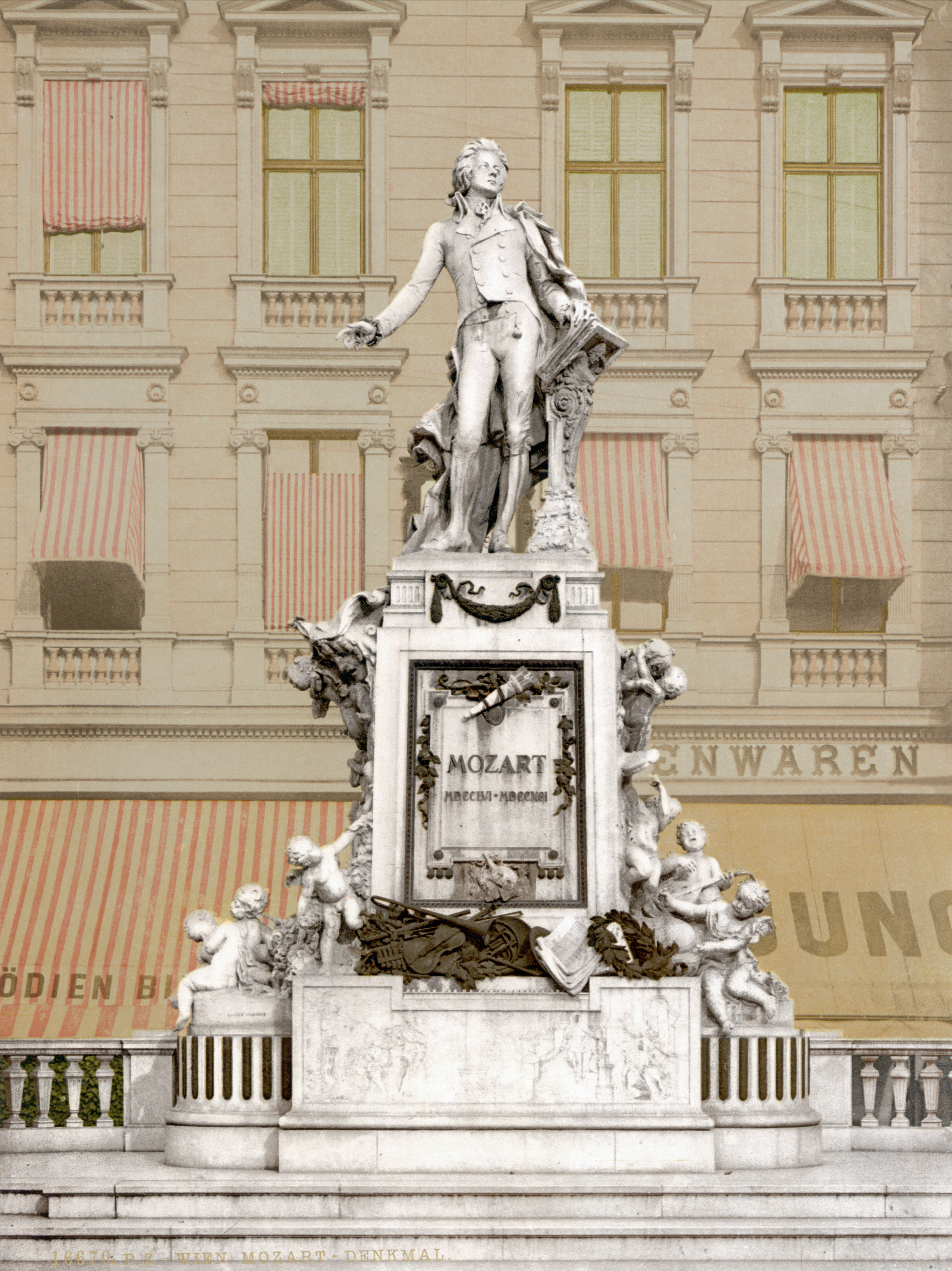
Mozartdenkmal in Wien

Mathias Gasteiger entstammte einer Bauernfamilie im Pustertal. Er wurde 1871 in München geboren, besuchte dort die Kunstakademie und war bei Victor Tilgner in Wien zu der Zeit in der Lehre, als der das Mozartdenkmal im Burggarten aus Laaser Marmor schuf. Er begann 1904 im fränkischen Jura einen Steinbruch auszubeuten und kam 1911 nach Laas. Gasteigers mittelfristiges Interesse war darauf ausgerichtet, in Laas einen Marmorbetrieb zu entwickeln, der mit allen Infrastrukturen und Abbaurechten ausgestattet sein sollte, um ihn später als attraktives Anlageobjekt an kapitalkräftige Interessenten zu vermarkten.
Der Erste Weltkrieg machte diese Pläne zunichte. Gasteiger führte seinen Betrieb nach dem Krieg weiter und pachtete 1921 den Weißwasserbruch aus Gemeindeeigentum. Den Wiener Ingenieur Karl Francini, der beim Konkurrenten Hauser arbeitete, übernahm er als Führungskraft und beteiligte ihn ab der neu errichteten Gesellschaft Lasa Marmorindustriegesellschaft mit beschränkter Haftung mit zehn Prozent. Francini entwickelte umfassende Grobprojekte für Anlagen zum Abbau und Transport des Marmors und stellte Berechnungen darüber an, wie viele Kubikmeter Marmor bei entsprechenden Investitionen pro Jahr gebrochen werden konnten. Das Hauptaugenmerk Gasteigers war weiterhin auf die Suche nach Investoren gerichtet. Neben anderen Kontakten führte eine Zufallsbekanntschaft mit dem Berliner Geologen und Chemiker Ernst Schröder zum gewünschten Erfolg und über den Mittelsmann Carl Wölfel von der Grasyma AG aus Wunsiedel in Deutschland wurden ihm die erhofften Kapitalgeber präsentiert, eine Finanzgruppe, die in enger Verbindung zum Berliner Bankhaus Hardy & Co. stand und bereit war, in Laas zu investieren.

### Società Anonima Lasa per l’Industria del Marmo (1930er-Jahre)

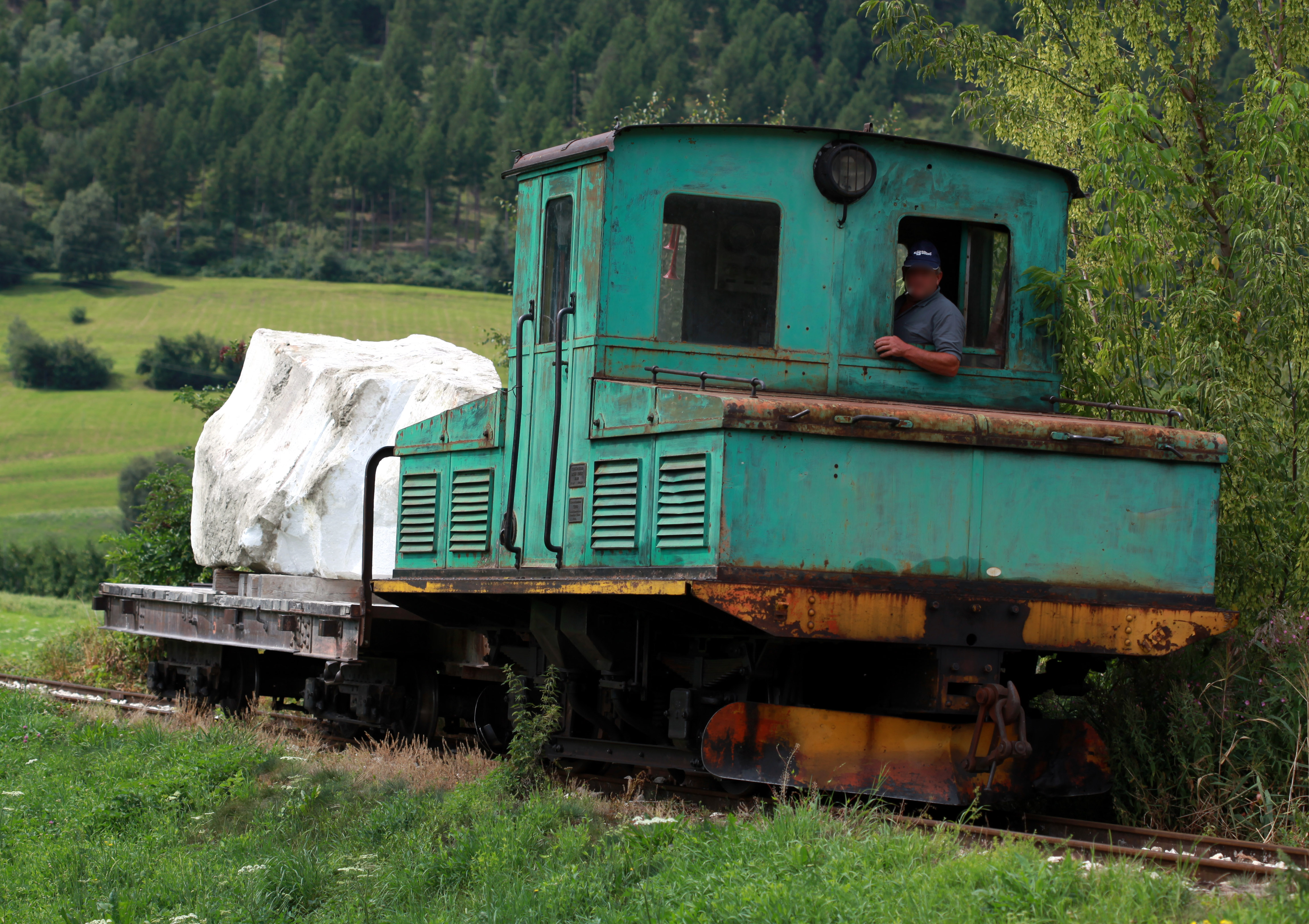
Lokomotive der Laaser Marmorbahn mit Marmorblock

Die oben genannte Investorengruppe tätigte große Investitionen, die nur wegen der damals in Amerika herrschenden wirtschaftlichen Hochstimmung, der Prosperity, erklärbar sind. Eine Expertise über die Aussichten des Marmors auf dem amerikanischen Markt und – wie sich im Nachhinein herausstellte – viel zu optimistische Schätzungen Francinis über die in einem Jahr abbaubaren Marmormengen führten Investoren zum Einstieg in das Laaser Unternehmen. Es kam zur Gründung der International Marble Corporation in den USA, die mit einem Kapital von zwei Millionen Dollar ausgestattet war und als Mutter- und Vermarktungsgesellschaft für den amerikanischen Markt für die am 28. September 1928 gegründete Aktiengesellschaft Società Anonima Lasa per l’Industria del Marmo dienen sollte. Die Expertise, eine Marktanalyse des amerikanischen Marktes, bescheinigte dem Laaser Marmor große Zukunftschancen. Ein Gutachten der Columbia-Universität, das den Laaser Marmor im Vergleich mit jenem von Carrara klar bevorzugte, ferner ein weiteres Gutachten des englischen Bergbaufachmanns A. W. Ibbett vom 30. April 1928 stellte Laas ein sehr gutes Zeugnis aus und vom New Yorker Marmorsachverständigen Borgia stammte eine wirtschaftliche Schätzung, die bei 10.000 verkauften Kubikmetern pro Jahr einen Gewinn von fast einer Million Dollar prognostizierte. Das in die Laaser Tochter eingebrachte Eigenkapital betrug fünf Millionen Lire und der Gasteigersche Betrieb wurde in die neue Gesellschaft integriert. Bereits anderthalb Jahre nach dem Beginn der Bauarbeiten, die im Frühjahr 1929 mit den Planierungsarbeiten starteten, entstanden die damals modernsten Marmorabbau- und Transportanlagen Europas.
Die 1928 gegründete italienische Gesellschaft Lasa Marmo SPA nahm entscheidende technische Neuerungen vor und eröffnete 1929 die anfangs elektrisch betriebene, 1993 auf dieselelektrischen Antrieb umgestellte Laaser Marmorbahn für den Abtransport der Marmorquader. Mit der 4 km langen Bahn, deren bemerkenswertester Teil der 950 m lange Schrägaufzug ist, wird der Marmor heute noch vom Bergbahnhof (1350 m s.l.m.) zum Werksgelände (867 m s.l.m.) transportiert.
Der Börsencrash, nach dem Schwarzen Freitag in New York, und die damit beginnende Wirtschaftsdepression beendeten die Absatzhoffnungen der Lasa auf dem amerikanischen Markt. Aufgrund der Fehleinschätzungen bei den Wirtschaftsplanungen der Führungsspitze in Laas wurde Ernst Schröder entlassen und durch Arthur Boskamp, den Seilbahnexperten des Leipziger Unternehmens Adolf Bleichert & Co. ersetzt. Karl Francini, der sich wegen seiner Berechnungen, Schätzungen und expansiven Abbaumethoden die Kritik des Verwaltungsrates zugezogen hatte, wurde zunächst der junge Experte aus Carrara und Ingenieur Antonio Consiglio zur Seite gestellt, bevor dieser 1932 entlassen wurde. Der Lasa gelang es in der Folge nicht, ausgeglichen zu bilanzieren. Wirtschaftliche Planungen waren im Umfeld der totalitären Regime Mussolinis und Hitlers kaum mehr möglich. Den Sanktionen des Völkerbunds auf die afrikanischen Abenteuer des „Duce“ (Mussolini) konnte die Lasa vereinzelt durch Dreiecksgeschäfte über Drittländer ausweichen. Der Zugang zum deutschen Markt wurde durch hohe Zölle erheblich behindert. Im Zuge der Arisierung jüdischen Eigentums kam die Hardy-Bank 1936 unter die Kontrolle der Dresdner Bank, die 1938 den Betrieb in Laas einstellen ließ, nachdem ein Versuch, den Betrieb abzustoßen, nicht von Erfolg gekrönt war.

### Ente Nazionale per le Tre Venezie (1940er-Jahre)
Dass der Laaser Betrieb dann doch am Beginn des Jahres 1943 den Besitzer wechselte, hat mit dem am 21. Oktober 1939 zwischen Hitler und Mussolini abgeschlossenen Vertrag zur Umsiedlung der deutschen und ladinischen Minderheit, der sogenannten Option, zu tun. Die wirtschaftliche Abwicklung der Option oblag auf deutscher Seite der „Deutschen Abwicklungstreuhand Gesellschaft – DAT“ und auf italienischer Seite der „Agenzia Economico-Finanziaria per il Trasferimento di Allogeni e Cittadini Germanici“. Diese zwei Institutionen legten den Wert der Ablösesumme für die auswandernde Hardy-Bank nach längeren Verhandlungen mit 13,8 Millionen Lire fest. Die Körperschaft, die die Ablösezahlungen an das DAT leistete und den Laaser Betrieb übernahm, war das „Ente Nazionale per le Tre Venezie“, eine Nachfolgeorganisation der „ERA“, die 1921 gegründet worden war um den Wiederaufbau der drei Venetien voranzutreiben. Das „Ente“ wurde von den Faschisten als wirtschaftliches Instrument zur Italianisierung Südtirols benutzt. Es ersteigerte in Konkurs geratene oder zum Verkauf angebotene Höfe und Liegenschaften, um sie dann an italienische Interessenten weiterzugeben, denen auch wirtschaftlich unter die Arme gegriffen wurde.
Antonio Consiglio sorgte dafür, dass der Betrieb in Laas zwischen 1938 und 1947 nicht völlig stagnierte. Er führte das Unternehmen in Laas in Eigenregie weiter, wobei er Pachtverträge mit der Hardy-Bank und danach mit dem „Ente“ unterhielt. In der Anfangszeit beschäftigte Consiglio zeitweise über 50 Arbeiter. Im Jahre 1947 kündigte die Verwaltung des „Ente“ alle Vereinbarungen mit Antonio Consiglio auf, der seinen Betrieb daraufhin nach Bozen verlegte.

### American Battle Monument Commission (1950er-Jahre)

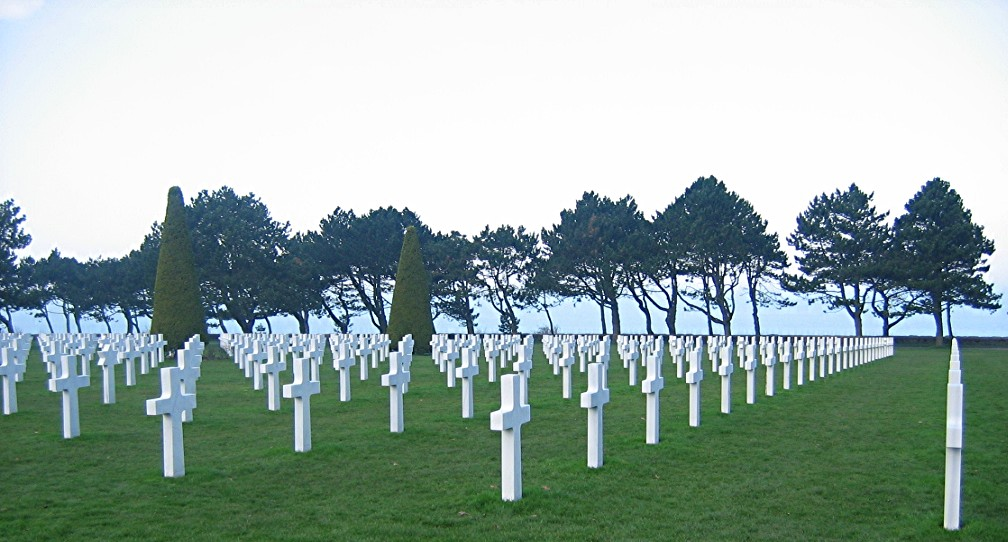
Marmorkreuze auf amerikanischen Soldatenfriedhöfen

Nach 1947 wurde die Lasa Marmo von der Ente geleitet. Der Präsident des Betriebes Cesare Bigatello und der Vizepräsident Vincenzo Aureli schlossen einen Vertrag mit der Società Italiana Marmi Vicentini ab, die die Abbautechnologie bestellen sollte und im Gegenzug Exklusivrechte für den Vertrieb des Laaser Marmors eingeräumt bekam. Der Vertrag wurde nach einem Jahr Dauer aufgekündigt.
Der letzte Großauftrag für den Laaser Marmor stammte von der American Battle Monuments Commission und umfasste die Herstellung von mehr als 90.000 Grabkreuzen und Grabsteinen mit Davidsternen für die im Zweiten Weltkrieg gefallenen amerikanischen Soldaten. Bis heute werden beschädigte Grabkreuze und Grabsteine ausschließlich durch neue aus Laaser Marmor ersetzt.
Im Verlauf der Abarbeitung dieser Aufträge stellte sich heraus, dass die Kalkulationen für die Herstellung der Kreuze bei der Angebotserstellung falsch gewesen waren. Die Kalkulationen waren von Finanzfachleuten der „Ente“ erstellt worden, ohne Hilfestellung durch kompetente Techniker oder Fachleute. Das im Angebot an die Amerikaner gemachte Versprechen, nur rein weiße Ware zu liefern, war ebenfalls zu wenig berücksichtigt worden, denn auch bei geringsten farblichen Einschlüssen verweigerten die Amerikaner die Annahme. Die Unternehmensleitung hatte sich außerdem strategisch so auf diese Aufträge ausgerichtet, dass sie alle anderen Vertriebswege vernachlässigt und das anfallende geringwertigere jedoch nicht wertlose Abraummaterial und dessen Vermarktung außer Acht gelassen hatte. Es mussten ungeplante Investitionen getätigt werden. Der Personalstand betrug 1951 594 Beschäftigte. Um die Lieferverträge einhalten zu können, wurde im Dreischichtbetrieb gearbeitet. Zudem war die Lasa Marmo sehr hohe Provisionsverpflichtungen an Vertragsvermittler eingegangen. Die Folge waren wirtschaftliche Schwierigkeiten und bedrohliche Liquiditätsengpässe.
1952 wurde die bisherige Führung in einer außerordentlichen Vollversammlung entlassen, der Rechtsanwalt Guido Moser aus Riva del Garda zum neuen geschäftsführenden Alleinverwalter bestellt und Antonio Consiglio als technischer Direktor in den Betrieb zurückgeholt. Das Ente deckte die sich auftürmenden Verluste ab. Durch Rationalisierungsmaßnahmen und Verkaufsanstrengungen im Bereich der geringwertigeren Marmorsorten konnte der Betrieb langsam saniert werden.
Ein hoher Prozentsatz der Belegschaft in Laas waren italienischsprachige Personen, die aus verschiedenen italienischen Provinzen zugezogen waren. Die Lasa stellte hohe Geldmittel für den Bau von Arbeiterwohnungen zur Verfügung, subventionierte Vereinstätigkeiten und das unternehmenseigene Gemischtwarengeschäft. Auch nach Beendigung des amerikanischen Großauftrags wurde die überdimensionierte Belegschaft beibehalten. Die für den Marmorabbau überzähligen Arbeiter wurden bei der Reaktivierung des Mitterwandlbruches auf der Göflaner Alm eingesetzt, für den die Lasa Marmo mit der Gemeinde Schlanders 1956 einen Pachtvertrag abschließen konnte. Große Summen wurden für den Bau einer Verbindungsstraße zwischen dem Weißwasserbruch und dem „Wandl“ sowie für die Errichtung von Kantinen und Unterkünften auf der Göflaner Alm ausgegeben. Der Wegbereiter für die Entscheidung der „Lasa“, den Bruch am Mitterwandl auf der Göflaner Alm zu pachten und zu reaktivieren, war Antonio Consiglio. Seine Argumentation, dass die Vorkommen von rein weißem Marmor im Weißwasserbruch bald erschöpft seien, blieb im Aufsichtsrat zwar nicht unwidersprochen, aber die Aussicht, damit zukünftig eine Monopolstellung zu haben, bewog die Führung der „Lasa“ dazu, den Pachtvertrag mit der Gemeinde Schlanders anzustreben. Für die Reaktivierung dieses Bruches, in dem nach dem Ersten Weltkrieg nur noch das Unternehmen Hauser tätig gewesen war, wurden unverhältnismäßig hohe und betriebswirtschaftlich kaum zu rechtfertigende Summen investiert. Bis 1962 holte Hauser lediglich 624 Kubikmeter Marmor aus dem Mitterwandl, eine geringe Menge im Vergleich zum Jahre 1928 mit einem Volumen von zirka 10.000 Kubikmetern.

### Giuseppe Sonzogno (ab 1960er-Jahre)

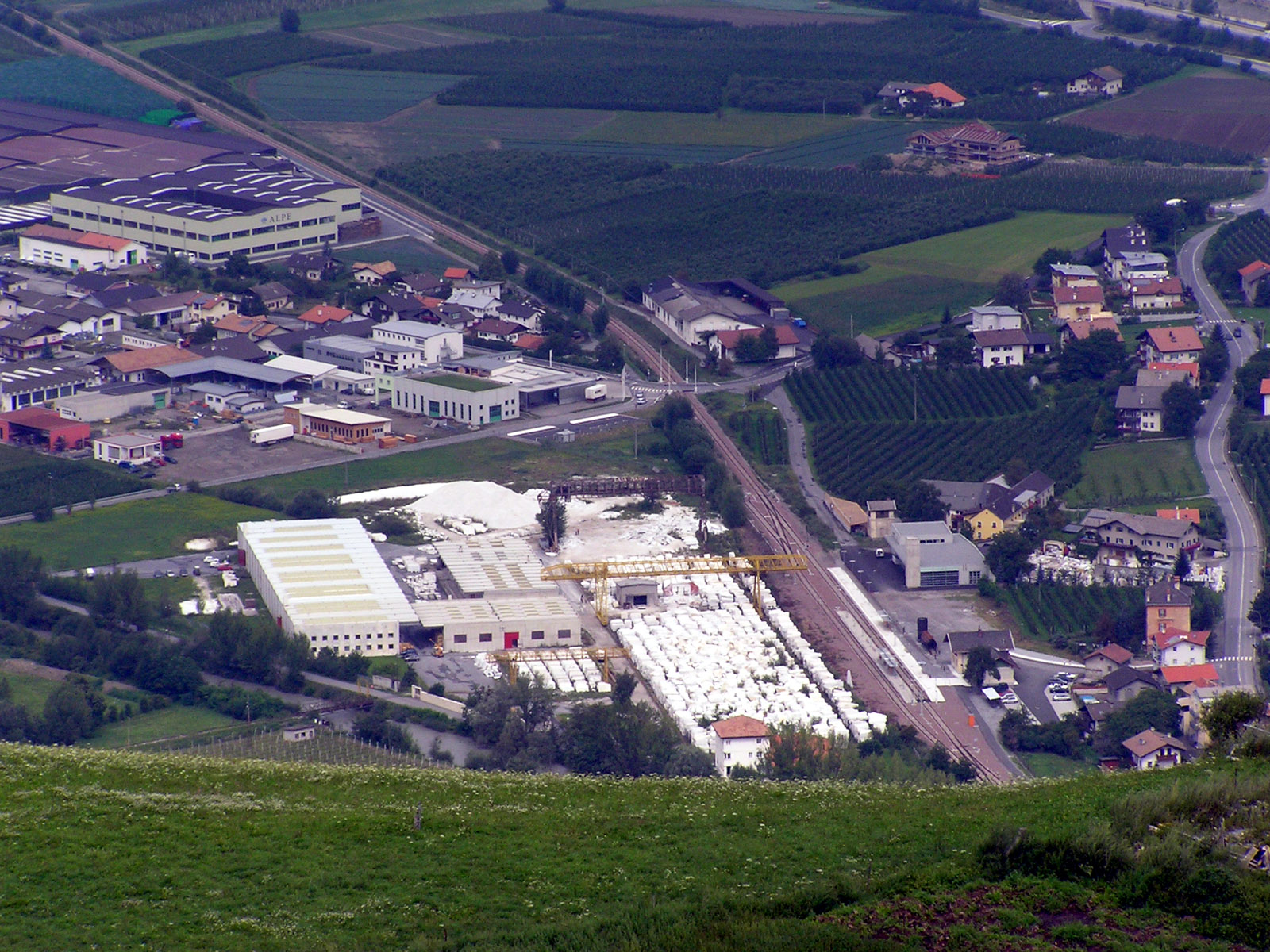
Marmorwerk in Laas. Links unten überquert die Marmorbahn die Etsch.

1962 veräußerte das Ente delle Tre Venezie die Lasa Marmo nach einer internen Analyse an den einzigen Interessenten, die Aktiengesellschaft Cava Romana aus Aurisina in der Nähe von Triest. In dieser Analyse wurden die angehäuften Verluste aufgeführt. Es seien bis 1962 600 Millionen Lire investiert worden, um vor allem die Arbeitsplätze für die überwiegend italienischsprachigen Arbeiter – wie es heißt – zu errichten und zu sichern. Die Ausweitung der Tätigkeit in das Mitterwandl sei nicht auf Grund geologischer Gutachten, sondern auf Grund historischer Berichte in die Wege geleitet worden und habe noch einmal hohe Ausgaben verursacht. Nicht in den Bericht Eingang gefunden hat verständlicherweise die personelle Änderung an der Führungsspitze des „Ente“. Deren Alleinverwalter war der in Credera Rubiano in der Provinz Cremona geborene Giuseppe Sonzogno, der die etwa 200 Mitarbeiter zählende Belegschaft zunächst für drei bis vier Jahre übernahm. Nachdem das Unternehmen in wirtschaftliche Schwierigkeiten geraten war und häufig die Löhne nicht auszahlen konnte, kam es zu Arbeitskämpfen, und der Großteil der aus verschiedenen italienischen Regionen zugewanderten Arbeiter kehrte in ihre Heimat zurück. Während der 1970er-Jahre gelang Sonzogno allmählich die anhaltende Konsolidierung des Betriebes, der ab 1981 Gewinne abzuwerfen begann.
1979 gelang es Sonzogno, die ausgelaufenen Pachtverträge für die Marmorbrüche im Laaser Tal zu seinen Gunsten zu erneuern, da sich sonst keine Interessenten fanden. Nach dem Tode Giuseppe Sonzognos im Jahr 1989 führte seine Frau Nadia die Geschäfte bis zu ihrem eigenen Tod 1999 weiter. Ihre Tochter Elisabetta Sonzogno konnte die ausgelaufenen Abbaurechte im Laaser Tal für sich beanspruchen.
Anschließend war die Firma Tiroler Marmorwerke imstande, die Rechte am Wandlbruch auf der Göflaner Alm für sich zu erlangen, während sich im Laaser Tal Georg Lechner, ein Nachkomme der weiter oben genannten Familie Lechner – mit Hilfe einer Schweizer Investorengruppe – um seine Bruchrechte zu kümmern begann.

## Beispiele seiner Verwendung

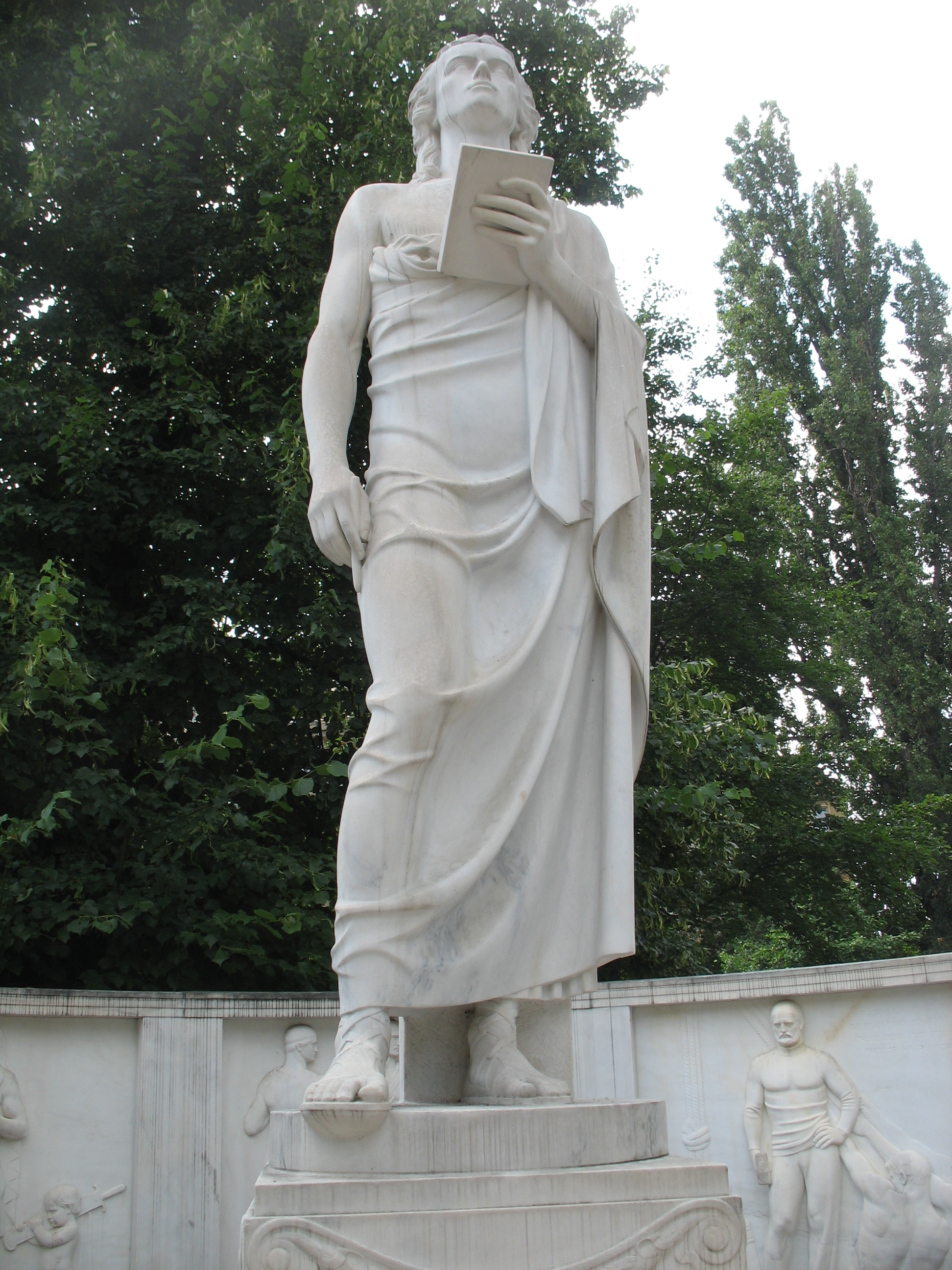
Schillerdenkmal in Dresden

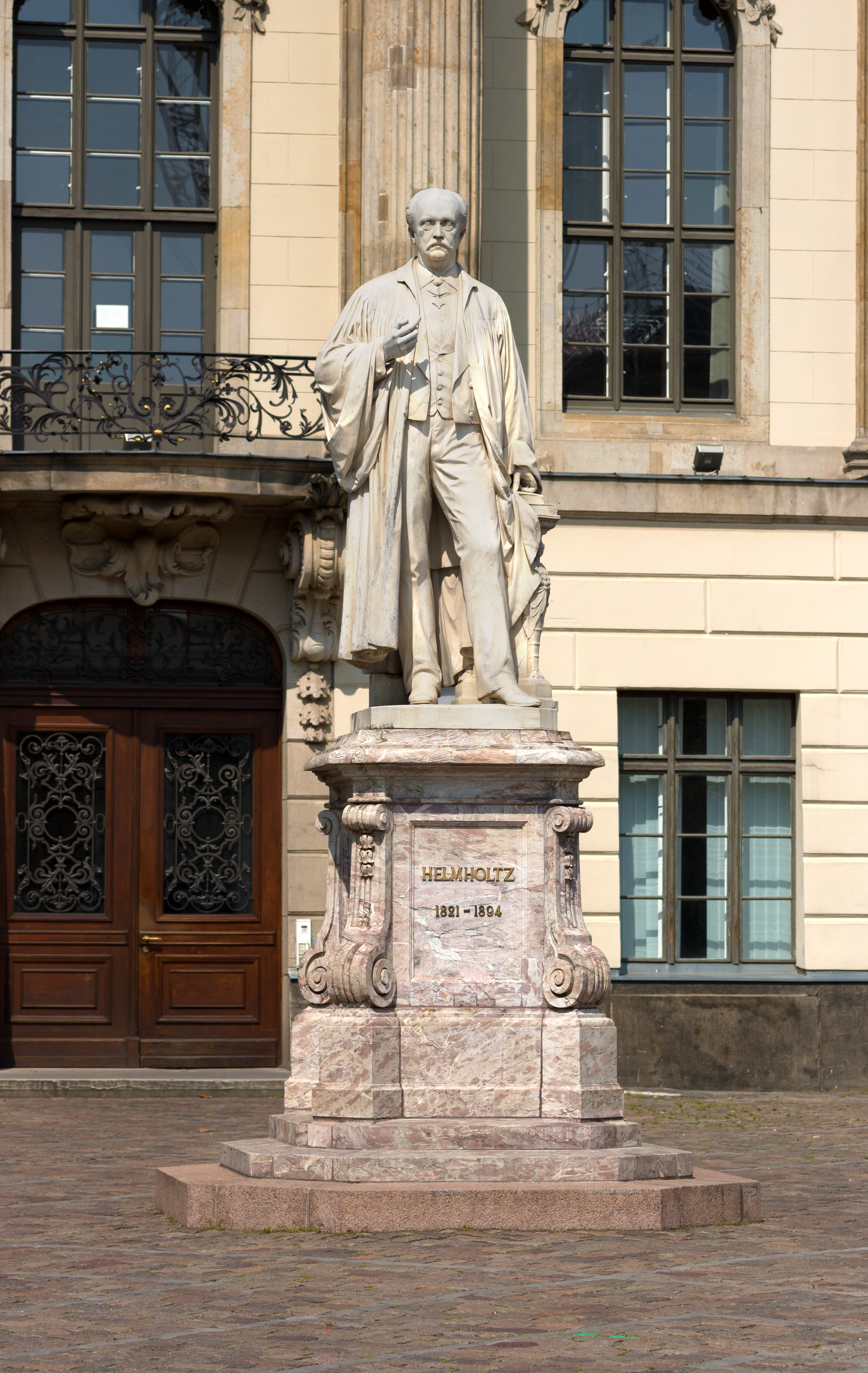
Helmholtz-Denkmal in Berlin aus Laaser Marmor. Der Sockel ist aus Marxgrüner Marmor

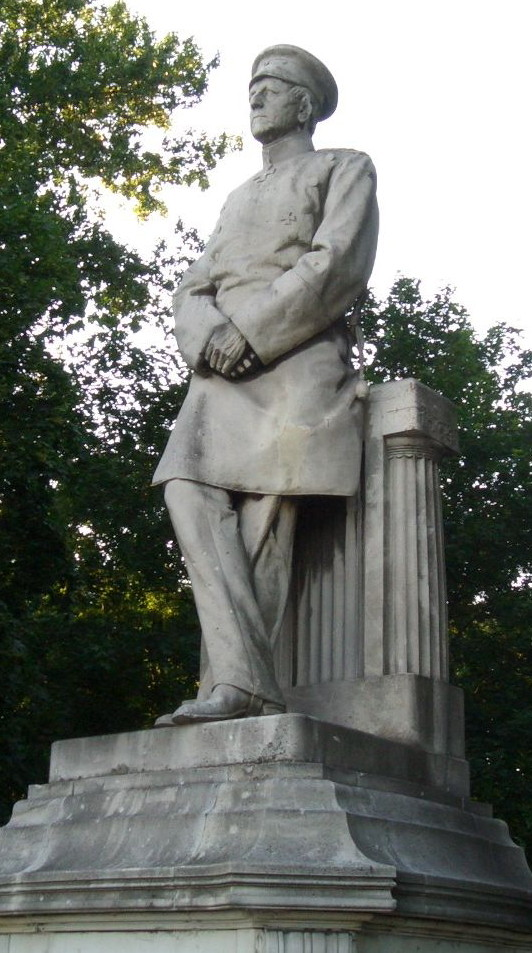
Moltke-Denkmal in Berlin

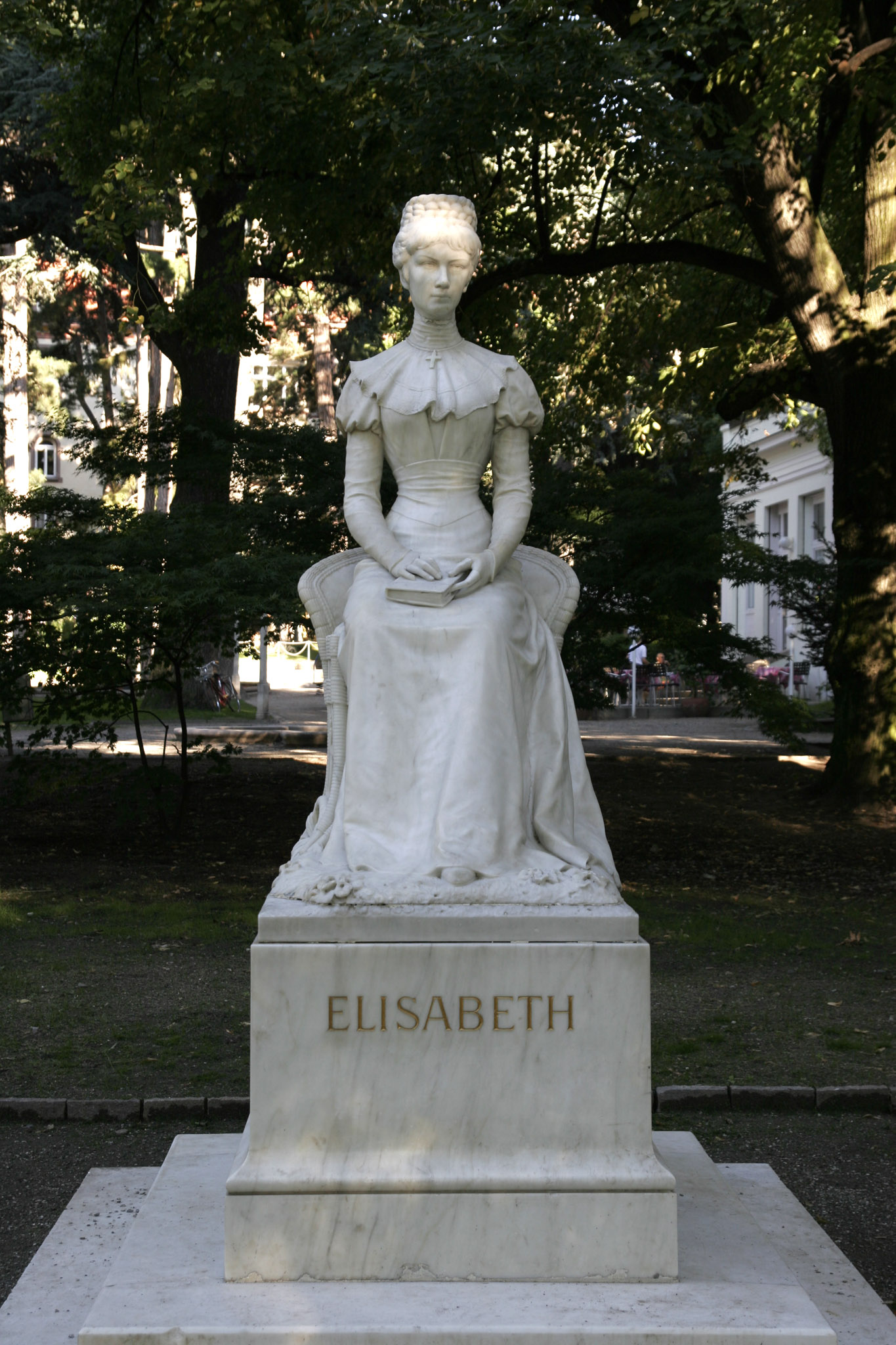
Elisabeth-Statue in Meran

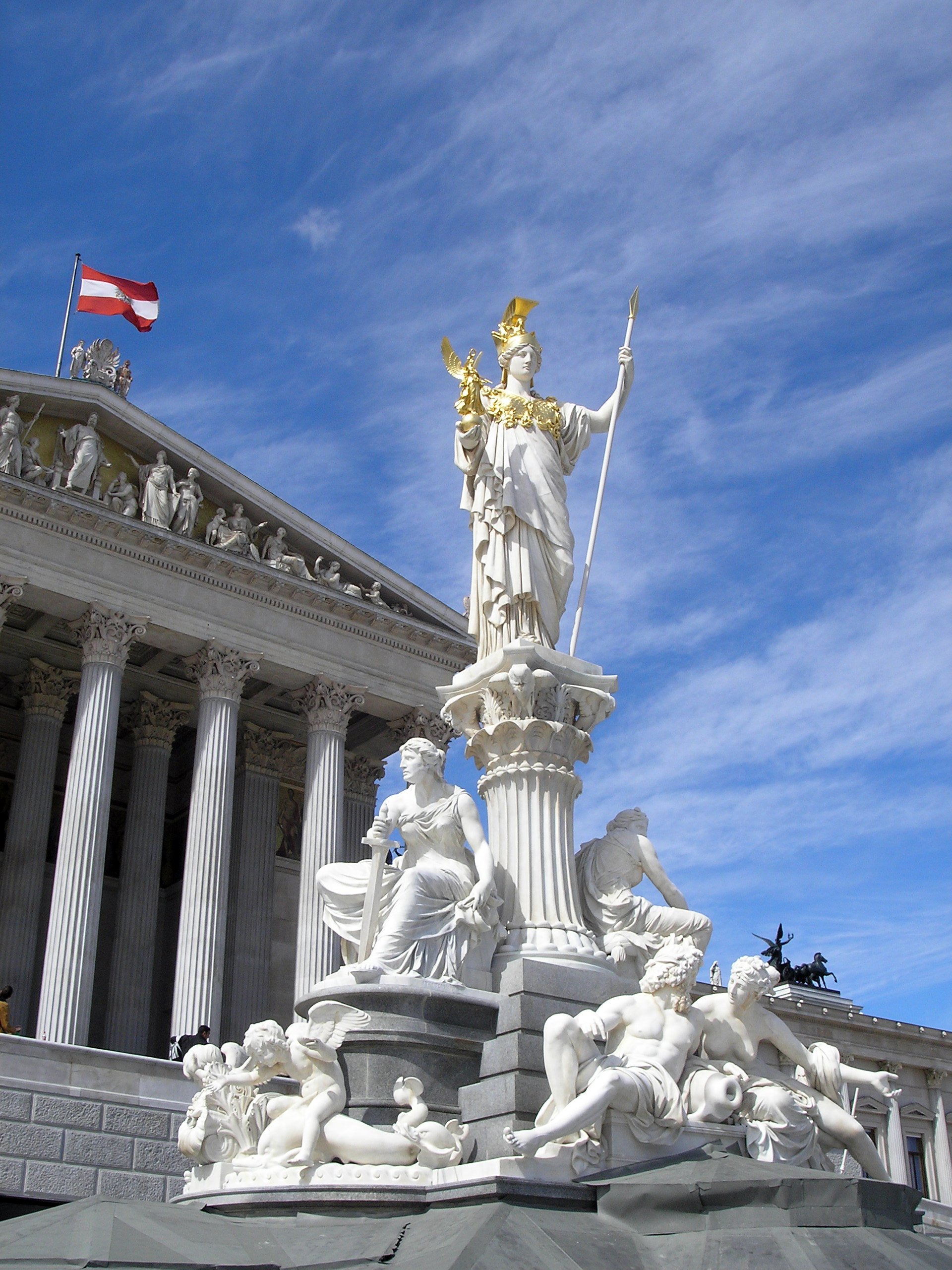
Pallas-Athene-Brunnen vor dem Parlament in Wien

### Deutschland

#### Berlin
- Denkmal von Helmuth Karl Bernhard von Moltke bei der Siegessäule, heute am Großen Stern (Details siehe Text weiter oben)
- Helmholtz-Statue vor der Humboldt-Universität (Ernst Herter, 1899)
- Standbild des Kaisers Friedrich III. am Brandenburger Tor
- Kolossalfiguren in den Nischen des Rathauses Schöneberg
- Sockelskulptur Handwerker mit Sohn in der Andreasstraße

#### München
- Ruhmeshalle (1853)
- Giebelstatuen der Glyptothek
- Giebelstatuen der St. Bonifaz-Basilika
- Zahlreiche Grabdenkmäler am Alten Südfriedhof (München)

#### Andere Städte
- Dresden: Schillerdenkmal in Dresden-Neustadt von Selmar Werner
- Düsseldorf: Kriegerdenkmal für die Gefallenen der Einigungskriege von Bildhauer Karl Hilgers; Marienaltar in der St.-Antonius-Kirche von Bildhauer Franz Linden
- Hannover: Grabmal der Familie Beindorff (nach Entwürfen des Architekten Otto Lüer)
- Heidelberg: Altar der Pfarrkirche
- Heidelberg: Bismarck-Denkmal
- Bad Homburg vor der Höhe: Büste der Kaiserin Victoria von Bildhauer Joseph Uphues
- Kassel: Schlafender Löwe auf dem Hessendenkmal von Bildhauer Gustav Kaupert
- Bad Kissingen: Standbild der Trauernden Germania von Bildhauer Michael Arnold
- Krefeld: Standbild Kaiser Wilhelms I., ursprünglich im Treppenhaus des Kaiser-Wilhelm-Museums von Bildhauer Gustav Eberlein
- Kiefersfelden: Tabernakel des Hochaltars der Pfarrkirche Heilig Kreuz
- Lahr/Schwarzwald: Bismarckdenkmal von Bildhauer Adolf von Donndorf im Stadtpark
- Oberschleißheim: Schloss Schleißheim
- Donaustauf: Walhalla (1842), einige Büsten, Bodenplatten in der Halle
- Stuttgart: Eberhardsgruppe
- Trier: Figuren an der Basilika

### Großbritannien
- London: Monumente im Holloway College der Universität London

### Italien
- Bozen: Walther-Denkmal auf dem Waltherplatz (von Heinrich Natter, 1889), Siegesdenkmal (1928)
- Burgeis: Kreuzgang des Benediktinerstiftes Marienberg
- Meran: Statue von Elisabeth in Bayern („Sisi“) von Hermann Klotz (1903 fertiggestellt)
- Rom: Grabmonument Pius IX. in der Kirche Sankt Laurentius vor den Mauern (San Lorenzo fuori le mura)

### Österreich

#### Wien
- Najadengruppen des Rund- und des Sternbassins im Park von Schönbrunn
- Mozart-Statue im Burggarten (1896)
- Bruckner-Statue im Stadtpark
- Juristen-Stiege (mit Aurisina ersetzt), Kaiserfigur und Giebelfiguren der Universität Wien
- Haupttreppen und Treppe A im Corps de Logis der Neuen Hofburg
- Platten des Hochaltars der Votivkirche
- Naturforscher-Figuren im oberen Treppenhaus des Naturhistorischen Museums
- Treppe des Palais Equitable (Stock-im-Eisen-Platz)
- Historische Figuren (von Franz-Christoph Erler) am Adlertor des Stephansdoms
- Figuren von Josef Valentin Kassin am Portal der ehemaligen niederösterreichischen Statthalterei (Minoritenplatz)
- Vier Figuren (von Vincent Pilz) im Foyer des Musikvereinsgebäudes
- Grillparzer-Büste (von Viktor Tilgner) und Hauptmann-Büste (von G. Bolm) im Burgtheater
- Allegorien von Donau und Inn (von Hugo Haerdtl) am Pallas-Athene-Brunnen vor dem Parlamentsgebäude
- Große Austriagruppe (von Johannes Benk) im Heeresgeschichtlichen Museum
- Denkmäler von Johannes Brahms (Figur), Anton Bruckner (Mädchenfigur), Anastasius Grün, Joseph Haydn, Johann von Herbeck, Josef Labor (Büste), Nikolaus Lenau, Ferdinand Raimund, Emil Jakob Schindler und Carl von Ghega
- Figur der Hygieia von Vincent Pilz im Innenhof des Palais Epstein
- Grabmal Udo Jürgens am Wiener Zentralfriedhof[36]

#### Andere Orte
- Innsbruck (Tirol): Grabmal Andreas Hofers in der Hofkirche
- Linz (Oberösterreich): Teile des Hochaltars im Linzer Dom
- St. Marienkirchen bei Schärding (Oberösterreich): Boden der Pfarrkirche
- Wilhering (Oberösterreich): Freiluft-Altar im Stiftshof des Zisterzienserstiftes
- Bregenz (Vorarlberg): Landtagssitzungssaal

### Tschechien
- Hořice v Podkrkonoší: Büste des Antonín-Dvořák-Denkmals (Sockel aus rotem Granit von Milín)

### USA

#### New York
- Heinrich-Heine-Denkmal (Loreley-Brunnen) von Ernst Herter (1897) in der Bronx
- New York County Supreme Court building in Manhattan
- World Trade Center (PATH-Station)

#### Andere Städte
- Philadelphia: Brunnenfiguren

### Uruguay
- José Ignacio: Skyspace Ta Khut[37]